# バルヴェ
バルヴェ（ドイツ語: Balve, ドイツ語発音: [ˈbalvə]）は、ドイツ連邦共和国ノルトライン＝ヴェストファーレン州アルンスベルク行政管区のメルキッシャー郡に属す小都市である。1430年から都市権を有し、ザウアーラントを流れるヘネ川の谷に位置している。4世紀にわたってこの街はケルン選帝侯領ザウアーラントの国境防衛の街であった。„Säu faste ärre Balve“（バルヴェのように堅牢な）という言い回しは、その防衛の堅さを印象づけるもので、ケルン戦争の時代に成立した。街の守護聖人は、福音記者で使徒のヨハネである。
この街はジュートヴェストファーレン地方（ヴェストファーレン南部地方）に属す。この街は特に、旧石器時代中期の最も重要な発掘地の1つであり、ヨーロッパ最大の「文化的洞窟」（すなわち石器時代の定住地跡）とされているバルヴェの洞窟で知られている。この洞窟は現在、文化的イベントに利用されている。バルヴェの旧教区教会は、ヴェストファーレンにおけるロマネスク様式のハレンキルヒェの作例であり、13世紀のフレスコを有している。

## 地理

### 位置
この街は、ザウアーラント＝ロタール山地自然公園内のバルヴェの森の麓に位置する。ホーホザウアーラント郡の堰止め湖であるゾルペ湖からも遠くない。北西にそびえるイーザーローナー・ヘーエの山並みは、ヘーマー、メンデン、イーザーローン、ノイエンラーデ、ズンデルン、アルンスベルクといった近隣都市との境界になっている。東はホーホザウアーラント郡との郡境である。西へはノイエンラーデおよびヴェルドールへの交通が接続している。ヘネ川は 13.2 km にわたって市内を流れている。

### 市の構成
バルヴェ市は7つの地区からなる。
- ヘレ周辺のバルヴェ中心地区。
- ベックム。ゲフリューゲルホーフ・ブリンクマンおよびヴォックルムを含む。
- アイスボルン。グリューベック、ハウシュタット、ホルスト、クルーゼンシュタイナー・ミューレ、マイリンデを含む。
- ガルベック。フリューリングハウゼン、ヘーフェリングハウゼン、レーヴェリングハウゼンを含む。
- ランゲンホルトハウゼン。ベンカンプ、ケスベルク、ディーケンを含む。
- メレン・ウント・メルシェダー・ミューレ。
- フォルクリングハウゼン。ビノーレンおよびザンスチ周辺に広がっている[3]。

### 隣接する市町村
バルヴェは、北東はアルンスベルク、東はズンデルン (ザウアーラント)（ともにホーホザウアーラント郡）、南はノイエンラーデ、西はヘーマー、北西はメンデンと境を接している。

## 歴史

### 先史時代から古代
バルヴェには、ドイツ最大の恐竜の化石採掘地がある。ここでは、恐竜の歯（イグアノドン）、初期哺乳類の骨、カメの甲羅の一部が見つかっている。地元の鉱物コレクターが2002年に、全部で8種類と同定されるいずれも白亜紀の恐竜の痕跡を発見した。現在ミュンスターのLWL-自然科学博物館に保管されている骨は、1億4000万年前のものと学問的に推定されている。そこから貸し出されたトリケラトプスの模型を、バルヴェ＝ヴォックルムの先史・古代史博物館で見ることができる。

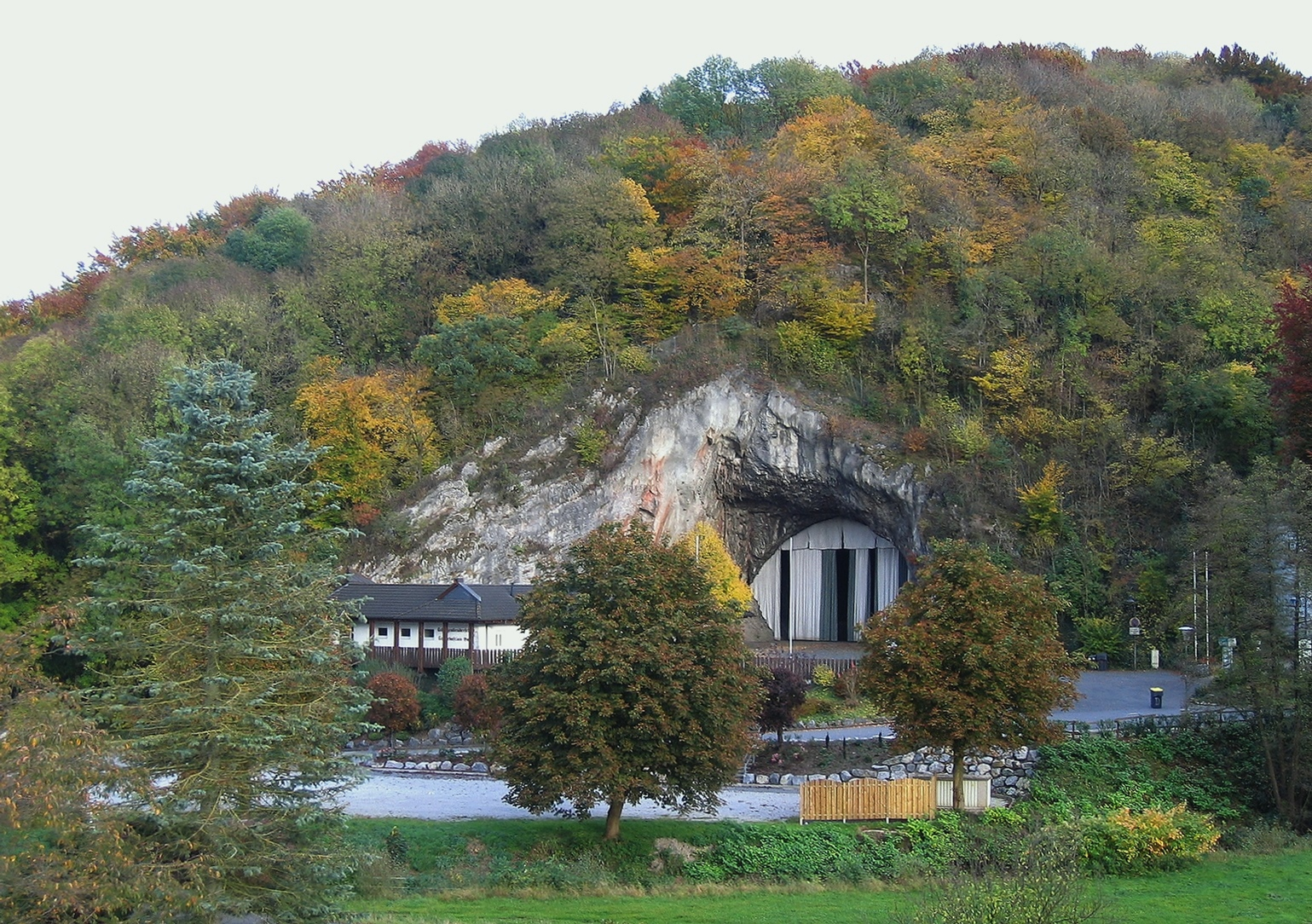
バルヴェの洞窟（2008年）

バルヴェ周辺の最も古いヒトの定住跡は、旧石器時代のものである。ヴァイヒゼル氷期の初期、10万年前から4万年前のネアンデルタール人の時代にはすでに、ヘネタールで大型哺乳類を狩っていた猟師グループがバルヴェの洞窟で宿泊していた。このためバルヴェの洞窟は「文化的洞窟」に指定されている。
旧石器時代後期にも、バルヴェの洞窟やヘネタールのその他の洞窟にヒトが住んだ。たとえば、3万5千年前から3万年前のヴァイヒゼル氷期中期にオーリニャック文化やグラヴェット文化の猟師グループが住んだフォルクリングハウゼンの洞窟がその例である。狩猟の獲物はノウマ、ケブカサイ、トナカイであった。マンモスを狩っていたという考古学的証拠はない。
約1万2千年前のヴァイヒゼル氷期の後期には、バルヴェに定住したのはもっぱらトナカイ猟師であった。完新世には、中石器時代の猟師や採集生活者がバルヴェ周辺の洞窟に住んだ。彼らは、ヘネ川の川岸にも住居を造った。バルヴェ周辺では、洞窟内やヘネ川河畔で新石器時代の集落跡が見つかっている。
「イン・デン・グライエルン」連山には、「巨石墓」と呼ばれる先史時代の土塁跡がある。これは2007年から2008年に考古学的発掘により、紀元前2世紀から紀元前1世紀のラ・テーヌ文化のものであるとされた。

### ローマ帝国時代の入植
ヴェストファーレン考古学博物館オルペ分館による1984年から86年の発掘により、バルヴェ＝ガルベックで大きな建物跡が発見された。この建物には、いくつもの部屋、列柱倉庫、3つの甕棺、大規模な鉄加工の跡があった。様々な場所で合計10個の「弾み車」が収集され、織布が行われたと考えられた。現在の知見によれば、ここやヴェストファーレン地方の他の場所で収集された「弾み車」と呼ばれる出土品はおそらく、鉛の鋳造滓であったと考えられている。一緒に出土する陶片は、紀元後1世紀前半と推定された。発掘現場からは10本の小さな延べ板や鋳造滓も見つかった。鋳造滓は、ここで鋳物製品が鋳造されていたことを推察させる。
ヘネ川沿いの高台の農場で一番高い場所に建てられた建物は、東西伸びており、長さ 17 m、幅 6 m の大ホールを有していたが、数本の柱が識別できただけであった。入り口や内部の部屋割りについては、何の痕跡もなかった。1世紀初期に関する発掘調査で報告されている特徴的なものが、ジートゥラである。

### 中世
バルヴェ村は、中世初期に3つの農場（教会近くのオーバーホーフ、ヘネ川河畔のニーダーホーフ、洞窟近くのザルホーフ/ゼルホーフ）から発展した。ヴォックルム近くの城塞「オレ・ボルク」は、おそらく、カロリング朝ではなくオットー朝時代に初めて建設された。
集落名 Balve については、様々な推測がなされているが、明確な定説は得られていない。
- 最も古い文献状の記録とされているのは、Vita Liudgeri III, Buch II, Kapitel 31 である。伝承によれば、864年にヴェルデン修道院（ドイツ語版、英語版）の地下墓の聖ルドガー（ドイツ語版、英語版）の墓前で Balve (de villa quae Ballova) 出身の盲目の少女が見られた[11]。このラテン語の文章にはいくつかの解釈がある。一般的には「Balve という名前の村」と解釈されるのだが、現在の意味での村落は当時存在しなかった。ザクセン人は9世紀には孤立した農場に住んでいた。
- 890年にフェルデン司教ヴィクベルトは、フォルヒハイムの教会会議で皇帝アルヌルフに、それまでレーエンとして治めていた „Ballava“ の所領の所有権を譲渡してくれるよう懇願した[12]。
- バルヴェは、946年に Ballova、980年に Ballava と表記されている。この名称は、Ballevan（1010年）、Baleve（1196年）と変遷し、現在の表記である Balve は1348年に初めて現れる[13]。
- Ballova という名称が、シズレクのサガのアイスランド語手稿Aに記述されている。このサガによれば、この名前の山に鍛冶を営む2人のドワーフがいた[14]。一方、ニーベルンクの伝説（ドイツ語版、英語版）ではジークフリートの剣の名前が Balmunc または Balmung である。

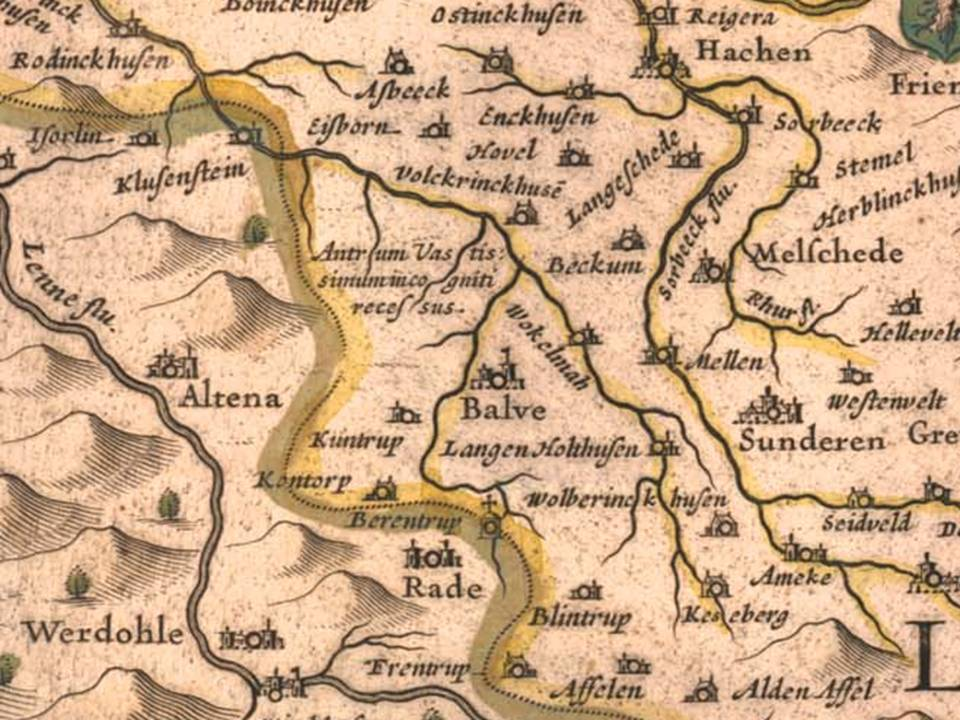
1645年頃のバルヴェ周辺地図。ヴェストファーレン公領とマルク伯領との境界線すぐ近くに位置していることが判る。

1202年のある文書には、„Albertus de Balleve“ という名前が見られる。また、1329年には „Dorp te Balve“ という記述がある。
1368年のケルン大司教によるアルンスベルク伯領購入に伴いこの村は、数世紀の間ヴェストファーレン公領の一部となった。マルク伯領との境界という立地はさらなる発展に重要な意味を持っていた。大司教ディートリヒ2世・フォン・メルスは、1430年にこの村に都市権を授けた。これは市場開催特権、制限的な裁判権、自治権の拡大と結びついていた。都市権の授与状は紛失されたが、その文面は写本によって伝わっている。バルヴェ市民は、ヴェストファーレン公領の他の都市と同様に、住民税を免除されていた。17世紀から伝わる文書がこれを証明している。
ケルン大司教ヘルマン4世は1480年9月24日に都市の特権を確認した。1482年に市長の名前が初めて記録されている。

### 近現代

#### バルヴェにおける魔女裁判

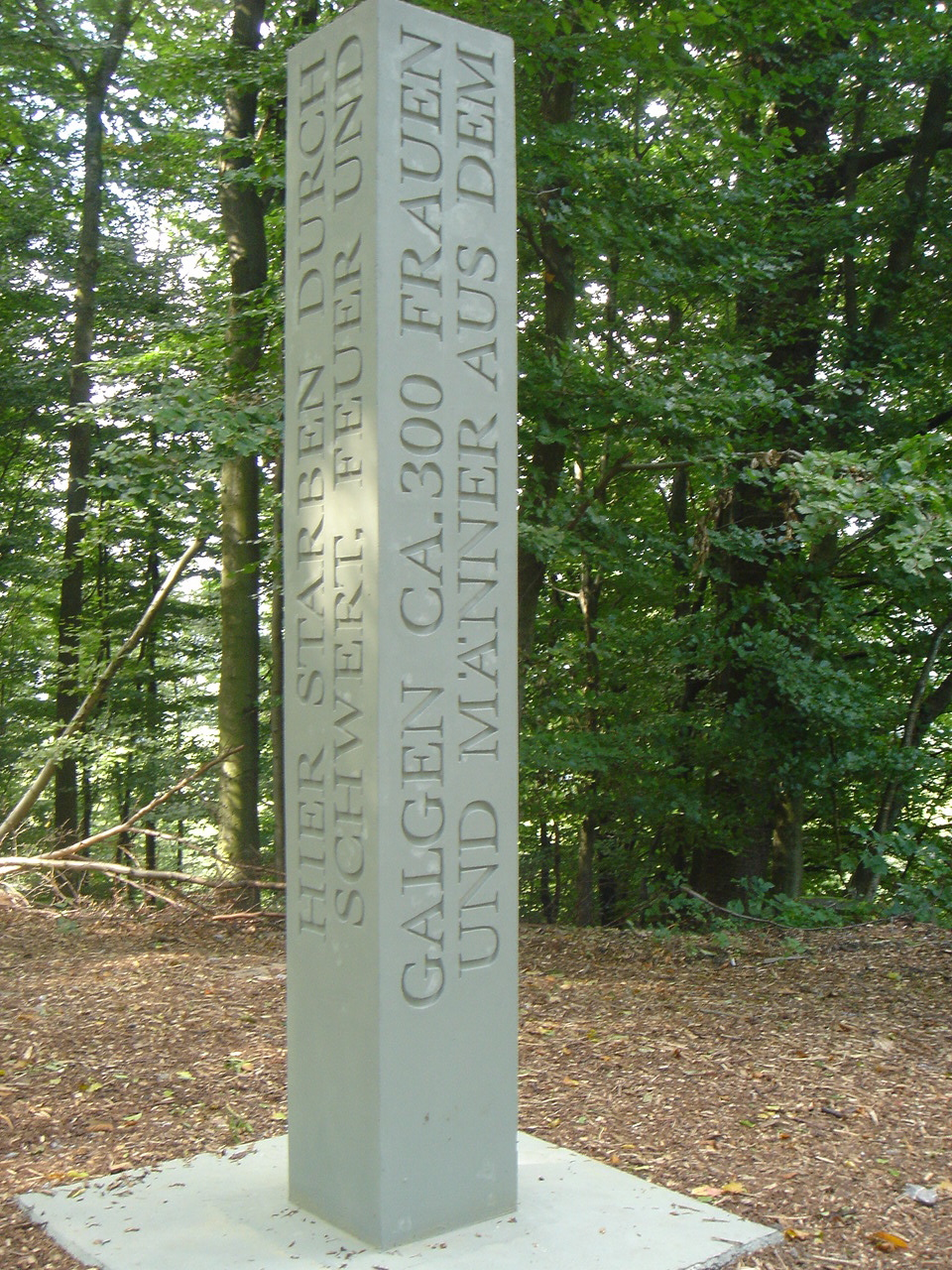
ガルゲンベルクの「魔女の柱」

ヴェストファーレン公領における魔女狩りの中心地がバルヴェであった。ここでは、1592年から1666年までに数百人が魔法使いや魔女であるとして有罪にされ、殺害された。1628年から1630年までの間だけで、約300人が処刑された。この大量殺戮は、おもに公領西部および南西部の狂信的な魔女狩りの仕業であり、500人以上が犠牲となった。カスパー・ラインハルト修道士（1596年 - 1669年）が強い怒りと恐怖を蔓延させたため、1630年に街の有力者たちと食事をしているときに暗殺事件が起こった。彼自身は負傷しただけであったが、裁判書記官と下男が死亡した。暗殺者3人は捕らえられ、処刑された。
ヴァハトローの高台にあったガルゲンベルク（直訳: 絞首台の山）で火あぶりによる処刑が行われた。アムト・バルヴェでは、およそ20人に1人が魔女狩りで処刑された。その多くの名前が伝わっている。その中には、メルシェーデ城の経理責任差であったベックムのハインリヒ・バルケ、結婚の3週間後に殺害された御者で建築技師のメレンのイェルク・シュルテ、さらに市長夫人などが含まれている。
バルヴァー・ハイムヴァハト（直訳: バルヴェの郷土監視）は、魔女狩りを悔悟するために、犠牲者が殺害された場所の近くにいわゆる「魔女の柱」を2006年に建立した。その碑文には「ここでは、16世紀から17世紀の魔女妄想によって、300人以上のバルヴェ住民が剣や炎や絞首台によって殺害された」と記されている。このコンクリート製の柱は高さ 2.50 m で、ガルゲンベルクに建っている。バルヴェ市議会は、2015年6月24日に魔女裁判の犠牲者たちの名誉を回復した。

#### 都市火災
1584年から1789年まで数多くの都市火災が街の大部分を繰り返し破壊した。建築様式（藁葺き屋根）や防衛施設内では家が密集していたことで、炎は急速に燃え広がった。1789年の火災では、85軒中64軒が焼失した。その後市壁は取り壊され、互いに広い間隔をとって家が建てられた。壁の石材は復興に転用された。街は、他の地域には良質の庭園や牧草地があったため、ミューレンカンプ方面に拡張した。都市計画は、土地測量士のギッペリヒによって設計された。隣接する2軒の建物の間は、40フス空けることが定められた。数十年後、街の中央を貫く、広く真っ直ぐな幹線道路が設けられた。
バルヴェは、七年戦争の際10日間、フランス軍によって占領された。1761年6月24日に教会の庭にパン焼き窯と肉屋が設けられた。そのために、高さ 2.5 m の教会の庭を囲む壁が基礎から取り壊され、教会のベンチが破壊され、小麦倉庫が教会内に移され、多くの木が伐採された。
1802年から1816年までバルヴェはヘッセン＝ダルムシュタット方伯領（のちに大公国）に属した。バルヴェは1816年にプロイセンに移譲された。1819年から1832年までイーザーローン郡に属し、その後1975年までアルンスベルク郡の一部であった。

#### 20世紀から現在まで
1922年9月2日から4日までザウアーラント郷土協会の第1回会議がバルヴェで開催された。これを契機としてバルヴェの洞窟演劇祭が創始された。1930年に市の存続500年祭（歴史的根拠はないが、集落存続1000年も同時に祝われた）が開催された。1933年に、他の村と同様に地元のクラブやグループも国家社会主義独裁政権の管理下に置かれた。1943年、バルヴェに住むユダヤにルーツを持つ住民数人が、テレージエンシュタットに移送された。
戦争の末年、ヘネタールのRWKの採石場で、少なくとも1万人の強制労働者やヘフトリンゲン強制収容所の収容者が投入されたトート機関の軍備プロジェクト「シュヴァルベ I」が行われ、数百人が死亡した。
1975年に旧アムト・バルヴェが廃止され、その大部分がバルヴェ市に合併した。同時にこの市はメルキッシャー郡に移管された。
2007年1月18日と19日に、暴風雨「キリル」によってバルヴェも自然災害を被った。バルヴェ周辺の森林、特にバルヴェの森は大部分が荒廃した。高台では特に樹木がほとんどなくなった。バルヴェでは人的被害はなかった。バルヴェ周辺の地形の外観は、この暴風雨によって完全に変わった。

## 住民

### 宗教
カール大帝の時代に、メンデン原始教区のキリスト教化は完了した。バルヴェは、ブリュニングハウゼン騎士領に属し、同騎士家を教会守護とするオーバーホーフと呼ばれる独自の教会を有していた。バルヴェ教区に関する最も古い記述は1196年になされている。この教区はバルヴェの他に、ヴォックルム、ベックム、ランゲンホルトハウゼン、メレン、フォルクリングハウゼンを含んでいた。
かつてのケルン選帝侯領ザウアーラントの他の部分と同様に、住民の多くはカトリックを信仰していた。1945年以降の人口流入により、信仰や宗教は大きく変化した。Zensus2011によればバルヴェには、カトリック信者が 7,800人 (66.3 %)、福音主義信者が 2,570人 (21.8 %)いた。その他の宗教または無宗教の住民は 1,320人 (11.4 %) であった。また、DITTB の Mimar-Sinan-モスクがある

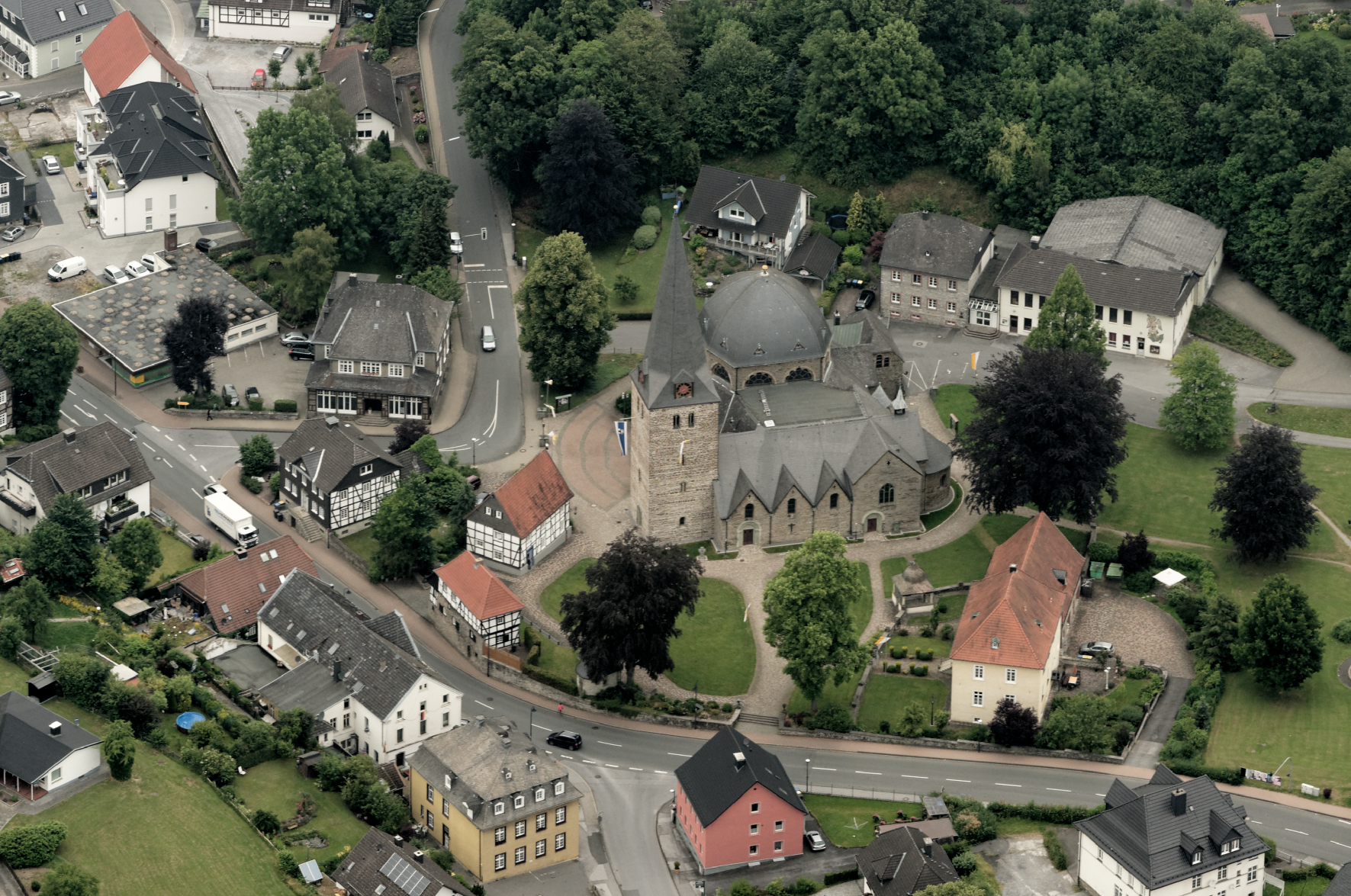
バルヴェのカトリック聖ブラジウス教会

市内と周辺地域のカトリック教区組織は、現在、「バルヴェ＝ヘネタール」司牧連合に加盟している。この司牧連合は、「バルヴァー・ラント」司牧連合と「オーベレス・ヘネタール」司牧連合が統合されて成立した。バルヴェ市の市域内には以下の教会がある: 聖ブラジウス教会（バルヴェ）、聖ニコラウス教会（ベックム）、聖アントニウス教会（アイスボルン）、聖バルバラ教会（メレン）、聖ミヒャエル教会（フォルクリングハウゼン）、聖三王教会（ガルベック）、聖ヨハネス教会（ランゲンホルトハウゼン）。さらにノイエンラーデ市内の聖ゲオルク教会（キュントロープ）、聖ランベルトゥス教会（アフェルン）、聖ルチア教会（アルテンアフェルン）、聖アガータ教会（ブリントロープ）がこの司牧連合に属する。この司牧連合の指導者は、アンドレアス・シュルテ司祭である。
バルヴェおよびその周辺地域の他の宗教組織は以下のものがある:
- 福音主義バルヴェ教会: 福音主義教会の教会堂、集会場、教会事務所は、ヘネタール通り32番地にある。
- 新使徒教会（ドイツ語版、英語版）: イーザーローン管区に属す教会が、メラー通り19番地にある。
- 自由教会組織: Christusgemeinde がヘレ10番地にある。
- エホバの証人

### 人口推移
| 年     | 人口（人） | 出典   |
| ------ | ---------- | ------ |
| 1650年 | 0.500      | 推測値 |
| 1700年 | 0.550      | 推測値 |
| 1750年 | 0.600      | 推測値 |
| 1818年 | 0.648      | [ 32 ] |
| 1867年 | 1,203      | [ 32 ] |
| 1871年 | 1,147      |        |
| 1895年 | 1,216      |        |
| 1905年 | 1,124      |        |
| 1914年 | 1,313      | [ 32 ] |
| 1925年 | 1,166      |        |
| 1933年 | 1,535      |        |
| 1939年 | 1,913      | [ 32 ] |
| 1946年 | 2,803      | [ 32 ] |
| 1950年 | 2,965      | [ 32 ] |

| 年/日付        | 人口（人） | 出典   |
| -------------- | ---------- | ------ |
| 1961年6月6日   | 03,297     | [ 33 ] |
| 1964年         | 03,538     | [ 32 ] |
| 1970年5月27日  | 03,876     | [ 33 ] |
| 1974年6月30日  | 04,252     | [ 34 ] |
| 1977年12月31日 | 10,356     |        |
| 1982年12月31日 | 10,823     |        |
| 1987年12月31日 | 11,245     | [ 35 ] |
| 1992年12月31日 | 11,872     | [ 35 ] |
| 1997年12月31日 | 12,310     | [ 35 ] |
| 2002年12月31日 | 12,424     | [ 35 ] |
| 2007年12月31日 | 12,209     | [ 35 ] |
| 2012年12月31日 | 12,011     | [ 35 ] |
| 2017年12月31日 | 11,963     | [ 35 ] |
| 2023年12月31日 | 11,108     | [ 36 ] |

## 行政

### 市議会
2014年の市議会選挙以後のバルヴェの市議会は、32議席で構成されている。

### 首長
市長職 (Bürgermeister) は、1430年の市への昇格から存在する。19世紀初めの自治の廃止以後 Schultheiß が市の首長であった。市長は20世紀以後再び設けられた。
第二次世界大戦後の市長を以下に列記する:
名誉職の市長
- 1945年 - 1946年: エルンスト・ブリュッゲマン
- 1946年 - 1947年: ヴィルヘルム・ヘルティン (CDU)
- 1947年 - 1956年: ヘルマン・ヘリング (CDU)
- 1956年 - 1958年: カール・シュトライター (CDU)
- 1958年 - 1961年: ヨーゼフ・レンツェ (CDU)
- 1961年 - 1964年: パウル・シュテューケン (BWG)
- 1964年 - 1975年: ヨーゼフ・レンツェ (CDU)
- 1975年 - 1989年: パウル・リュプケ (CDU)
- 1989年 - 1992年: ヨハネス・ヴァルターマン (CDU)
- 1992年 - 1999年: フランツ・コロッサ (CDU)

専任の市長
- 1999年 - 2004年: マンフレート・ロータームント (CDU)
- 2004年以降: フーベルトゥス・ミューリング (CDU)

フーベルトゥス・ミューリングは、2004年に直接選挙で選出され、2009年と2014年に再選された。

### 紋章
図柄: 銀地（白地）と青地に左右二分割。向かって左は、端から端まで貫く黒い十字の半分。向かって右は金色（黄色）の爪や嘴を持つ銀の鷲の半分。
アルンスベルク伯の紋章（青地に、向かって左を向く白い鷲）とケルン大司教の紋章（白地に黒十字）とを組み合わせたものである。この紋章は市の歴史を表しており、1911年6月24日に初めて認可された。市の印章には何世紀も前からこのシンボルが用いられている。知られている最も古い印章は1462年のものである。
歴史とともに発展した旧アルンスベルク郡との関係を崩壊させ、強い抵抗に遭った1975年の自治体再編後、条例を新たに制定し、再度紋章の認定を受けなければならなかった。バルヴェ市文化委員会代表ヴェルナー・アーレンスの設計に基づき、1976年2月6日に再認可がなされた。旧ケルン選帝侯領への歴史的な親近感は、この紋章のシンボルによって表現された。それはメルキッシャー郡の他の街の紋章からは取り除かれたものであった。

### 姉妹都市
バルヴェは、以下の都市と姉妹都市関係にある:
- ヘールデ（オランダ、ヘルダーラント州）1978年
- ルッセ（フランス、県、2016年からセーヴルモワンヌに含まれる）1985年

バート・ムスカウとは友好都市関係にある。

### 都市開発プログラム
2015年から、奨励プログラムを介して内市街と市区部に将来性を与えるために多大な努力が払われた。その例がバルヴェ内市街の統合商業コンセプトである。それは、たとえば、中核市区の建物、住居、店舗の空きを避け、歴史的旧市街やヘネ川をより良く体験できるようにし、内市街および周辺観光地のネットワークを改善し、すべての通行者（自動車、歩行者、自転車）の相互利用を快適にするなどといった活動である。既存の駐車場（バルヴェの聖ブラジウス教会付近、メレン地区のクナイプ施設、ガルベック地区の戦争記念碑付近）は、このプロジェクトによりかなり拡大され、活用促進がなされた。ヴォルクリングハウゼンとアイスボルンの最初の施設は2017年に完成した。

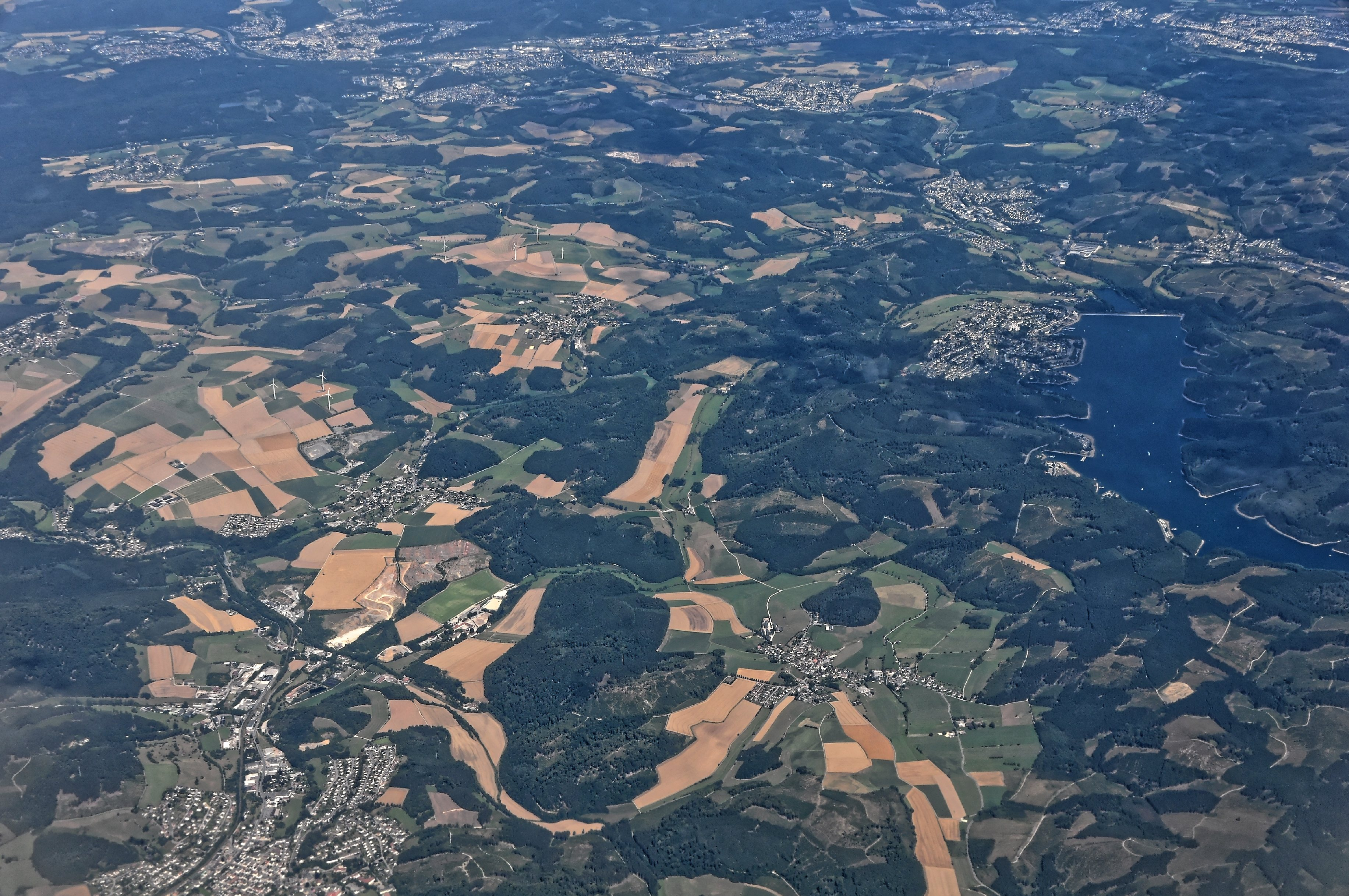
ゾルペ湖（画面右端）とバルヴェ（画面左下端に内市街）

### リーダープロジェクト「ゾルペ湖畔の住民地区」
「4つの市、2つの郡、川、森、山」のモットーの下、アルンスベルク、バルヴェ、ノイエンラーデ、ズンデルンは、EUが奨励するリーダープロジェクトの1つに共同参加している。これにより、ゾルペの景観は地域的により強く根ざすこととなり、住民や訪問者のために再開発されることとなった。4つの街は、交通路、サービス業務、新たな企画提案に関して強くネットワーク化されている。このコンセプトの目標は、開発プロセスに積極的に参加することでゾルペ湖や地域と住民との一体感を増すことにある。

## 文化と見所
バルヴェは、バルヴェの洞窟で開催される多彩なイベントにより、文化都市として第一線にある。かつては、バルヴェの射撃祭だけが洞窟で行われるイベントとして広く知られていたが、現在では夏期にほぼ毎週イベントが開催されており、一部は広い範囲に放送されている（たとえば、DSDS、Fanta4）。文化活動の主要部分はバルヴェの洞窟祝祭演劇協会 e.V. が主催している。特に5月と6月にはメルヘンの上演が行われている。他のイベントは、射撃兄弟団がバルヴェの洞窟の賃借人として演出を担当している。子供による時代劇は、常に1万人近く（あるいはそれ以上）の観客をフェルゼンドーム（岩のドーム）に集める。
よりローカル密着型のイベントで用いられる会場としては、クルムパウルの学校センターの講堂、保存協会が支援するビノレンのクルトゥールバーンホーフ（文化の駅）がある。さらに教会組織の集会ホールや射撃ホールも文化的イベントに用いられる。現在はもう使われていない、バルヴェ住民の古い文化的イベント会場として、ハウス・コーネ、旅館アルホフの大ホール、ランゲンホルトハウゼンのハベルス・ザールがあった。

### 博物館

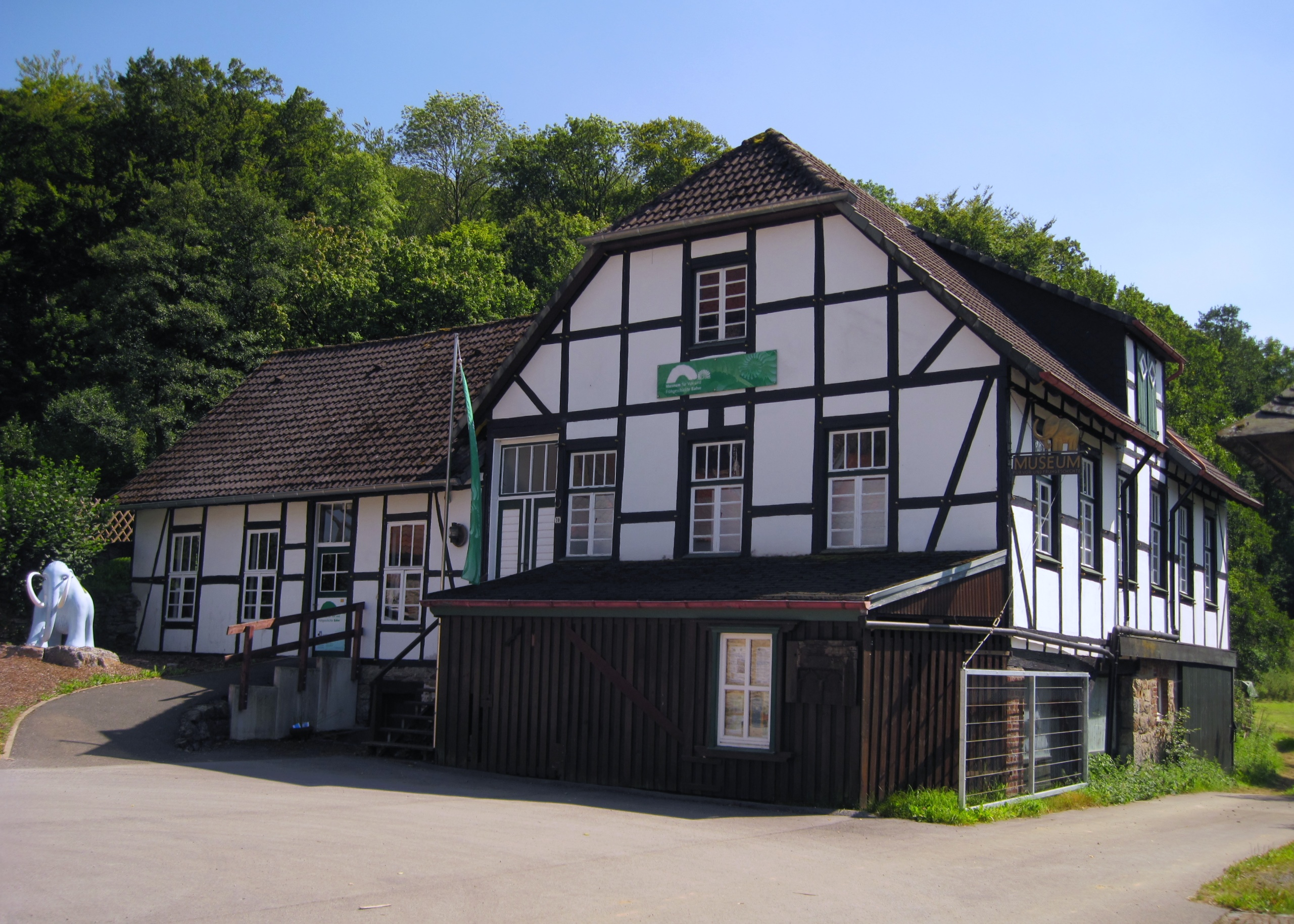
バルヴェ原始・古代史博物館

#### 原始・古代史博物館
ルイーゼンヒュッテの付属建造物、いわゆる「アルテ・シュライネライ」に、「原始・古代史博物館」が2006年に新設された。ここには、主にアルテナ城に保管されており1927年にバルヴェ市に返還された「郷土資料コレクション」からなる旧バルヴェ郷土博物館の展示物を収蔵している。この博物館は、ハウプト通り沿いの旧市庁舎の入居しており、1927年から1953年までバルヴェ出身のヨーゼフ・ピュッターが代表を務めていた。住民の強い抵抗を抑えて旧市庁舎が解体された後、旧国民学校の天井部屋で展示がなされ、当時の校長アルフレート・コッホが管理・運営を行っていた。国民学校の解体後、市庁舎に移動して展示された。
この博物館には、ホラアナグマの骨格、バルヴェの洞窟付近の発掘で見つかった哺乳類の歯、カルホーフ洞窟で発見された鍾乳石に覆われたヒトの頭蓋骨などが展示されている。

#### 村の博物館
メレンの村の博物館は、時代ごとの農民の生活を展示している。

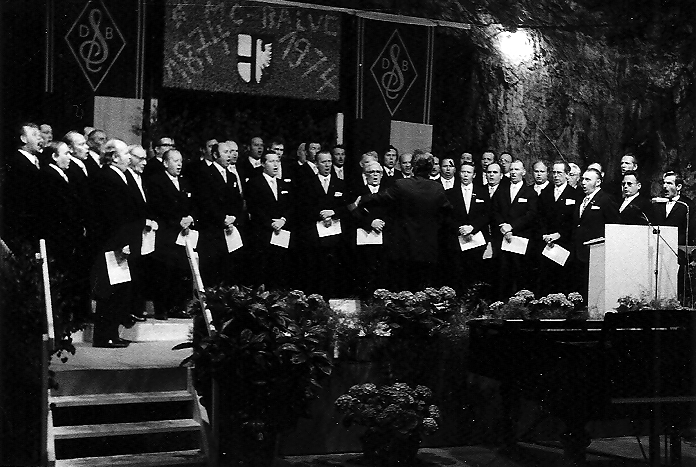
バルヴェ男子合唱団。1974年の創立100周年演奏会

### 音楽
最大の歌唱クラブが、バルヴェ男声合唱団である。バルヴェ混声合唱団は、福音主義教会の集会所で活動している。他の市区のクラブでも積極的に歌が歌われている。クラブとして組織されていない合唱団もこの街の音楽生活に参加している。子供、青年、女声、男声、混声合唱団の中から興味のあるものを選ぶことができる。
最大の音楽クラブがバルヴェ音楽協会である。他の市区のクラブでも積極的に音楽演奏が行われている。これらのクラブでは、音楽教育も行っている。学校ですでに吹奏楽クラスで活動しているベックム音楽協会は、特別なコースを歩んでいる。アミチタ・ガルベック音楽協会も音楽アカデミーを有している。

### 建造物と文化財

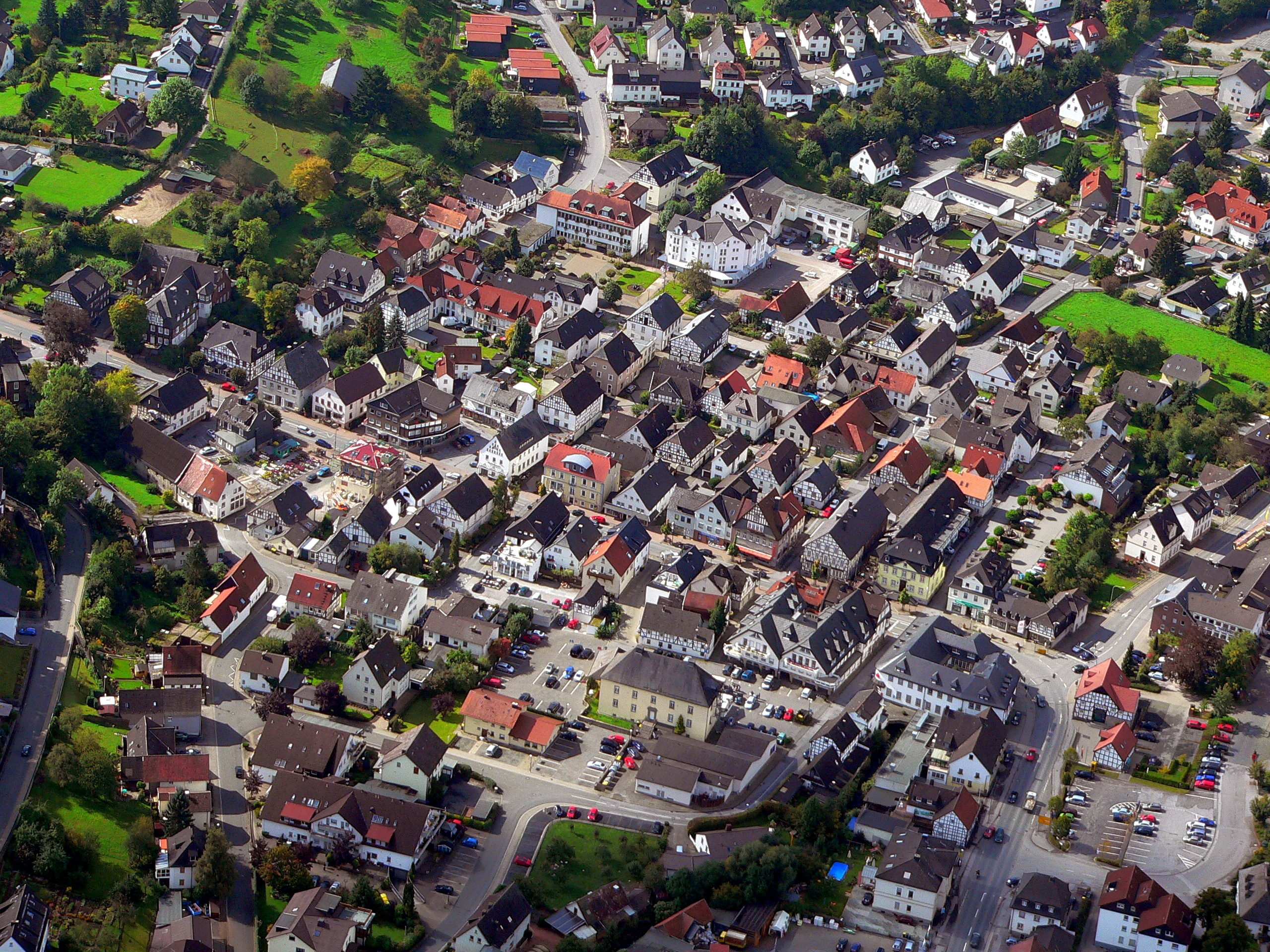
バルヴェ旧市街。ほぼ四角形の都市構造が見られる。

#### 歴史的都市景観
バルヴェは、多くの歴史的価値を持つ建造物で知られている。この地域特有の、愛情を込めて修復された木組み建築が都市景観を特徴付けている。ほぼ四角形の都市構造は、元々壁と堀で護られていた。4つの隅櫓（塔）と2つの門があった: 北のニーデレ門（「ヴァッサープフォルテ」）と南のオーベーレ門（「キルヒプフォルテ」）である。1789年の火災後、道路網を整備しながらの再建がなされた。市は、防衛施設の解体前から、西（「ミューレンカンプ」）や東（「シュヴァイネマルクト」）へ拡大していった。
保護下にある建造文化財の大部分は、1950年代から1970年代に破壊されたが（旧市庁舎、旅館バーテ（「ズムプ」）、旧ヘネ橋など）、住民の要請で救われたものであった（旧助任司祭館、代官所、アルテ・ゲリヒツ通り9番地と10番地、「ハウス・コッホ」、カトリック教会の聖具室）。

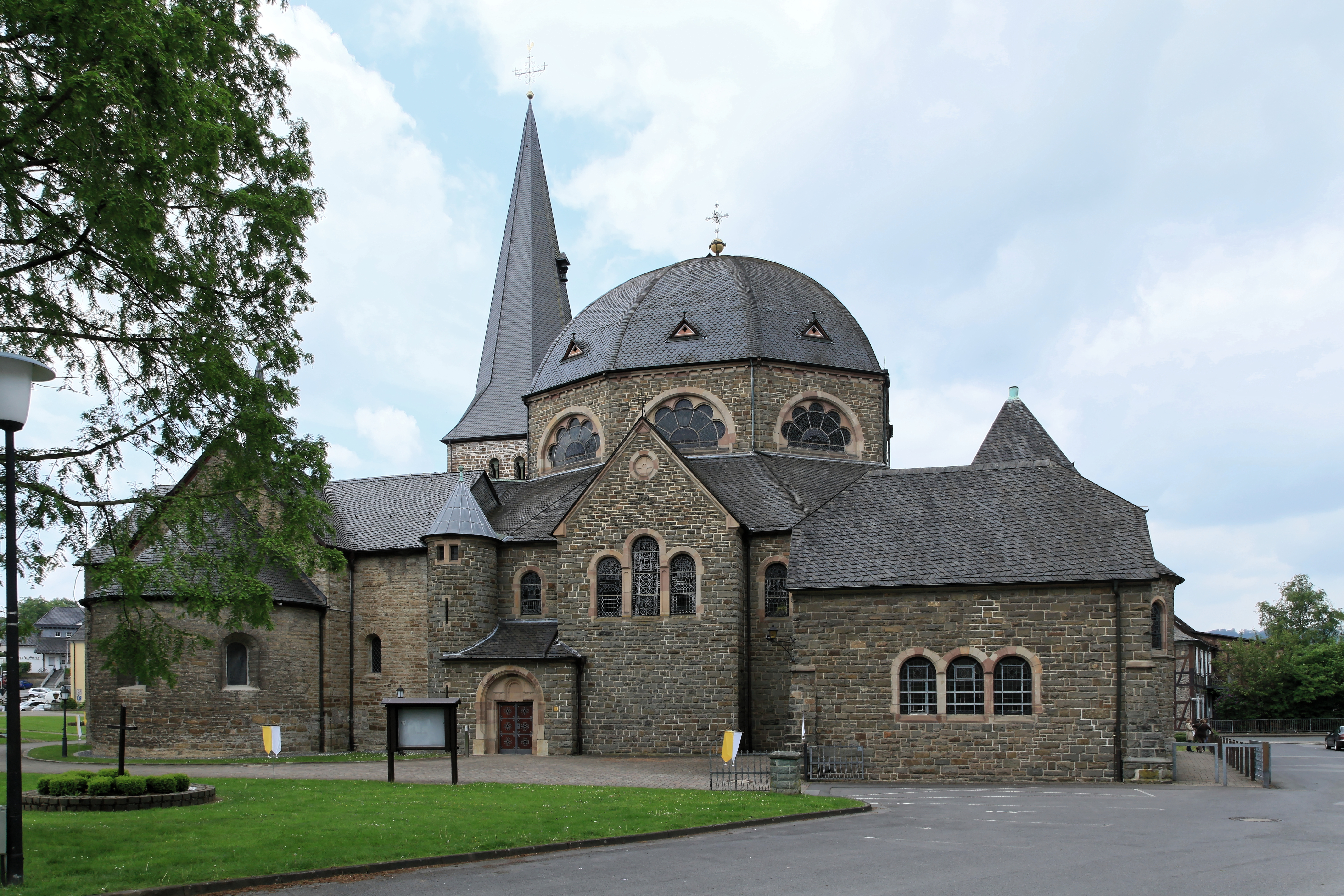
聖ブラジウス教会

#### カトリックの教区教会
聖ブラジウス教区教会のロマネスク建築部分は、ヴェストファーレンで最も重要なハレンキルヒェの1つである。旧教会のアプスから、13世紀の壁画が19世紀に発見された。塔の建設時期は、1480年頃とされている（ケルン大学による放射性炭素年代測定法による）。
現在の教区教会は、2つの部分からなる。西から東に、いわゆる旧教会と、首席司祭フランツ・アメッケによって1910年に建設されたネオロマネスク様式の増築部分である。八角形のドームを持つ増築部分の設計は北を向いていた。これは、アーヘン大聖堂がモデルとされている。建設したのは、アーヘンの聖堂建築家ヨーゼフ・ブーフクレーマー教授であった。
聖ブラジウス教区教会内には、ヘルマン・フォン・ハッツフェルトの墓碑がある。

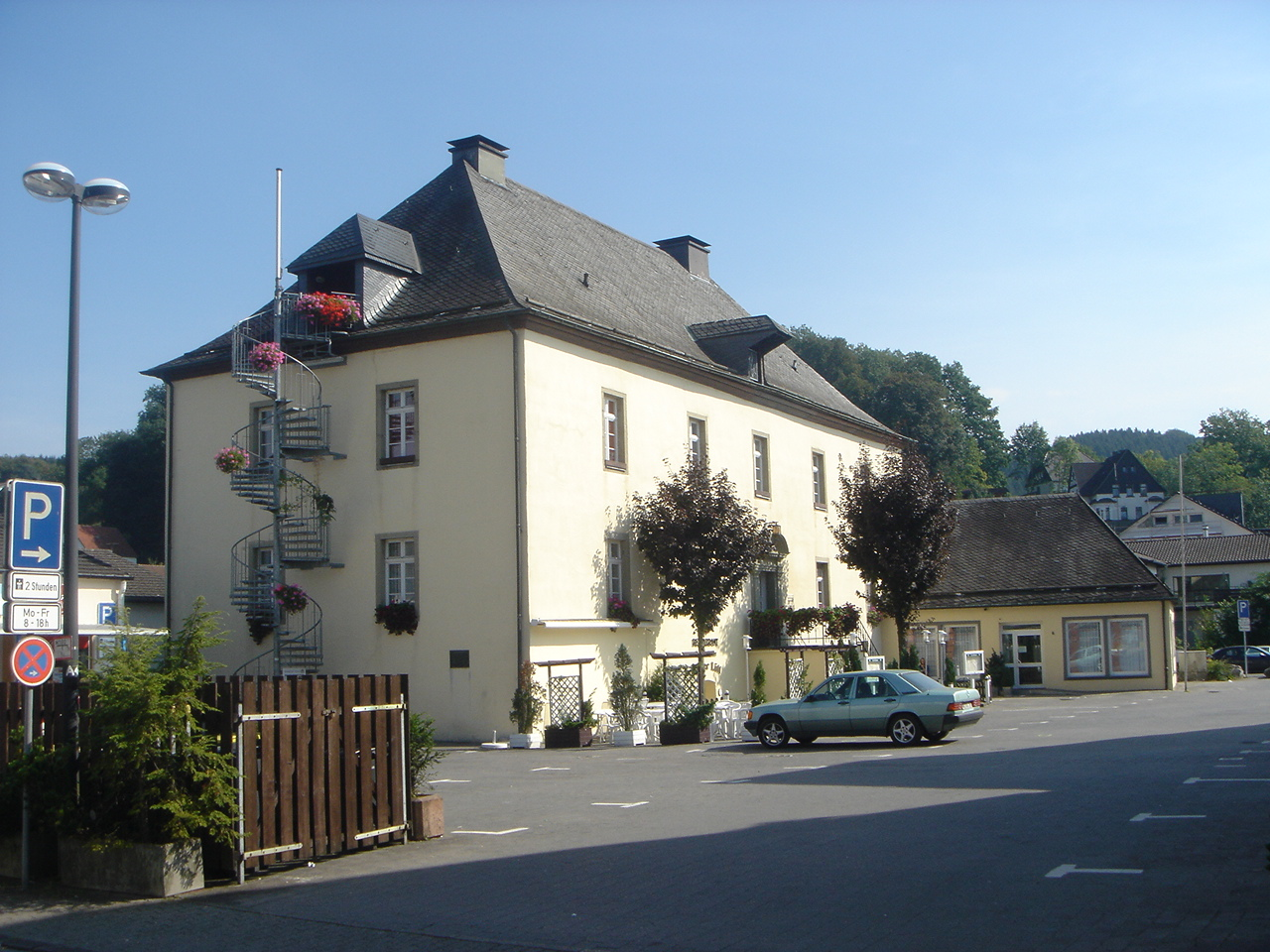
バルヴェ代官所

#### 代官所
代官所は、代官のヘルマン・フォン・ハッツフェルトによって計画されたが、彼の死後1600年から供用開始された。古い耕作地台帳によれば、8/10世紀にここには「ニーダーホーフ」があり、教区教会周辺の「オーバーホーフ」付近からバルヴェの入植が始まった。
この建物には、現在、マッサージ治療所とバルヴェ男声合唱団の練習室がある。
アドヴェントの時期の週末には、キリスト降誕劇を伴うバルヴェのクリスマスマーケットが開催される。

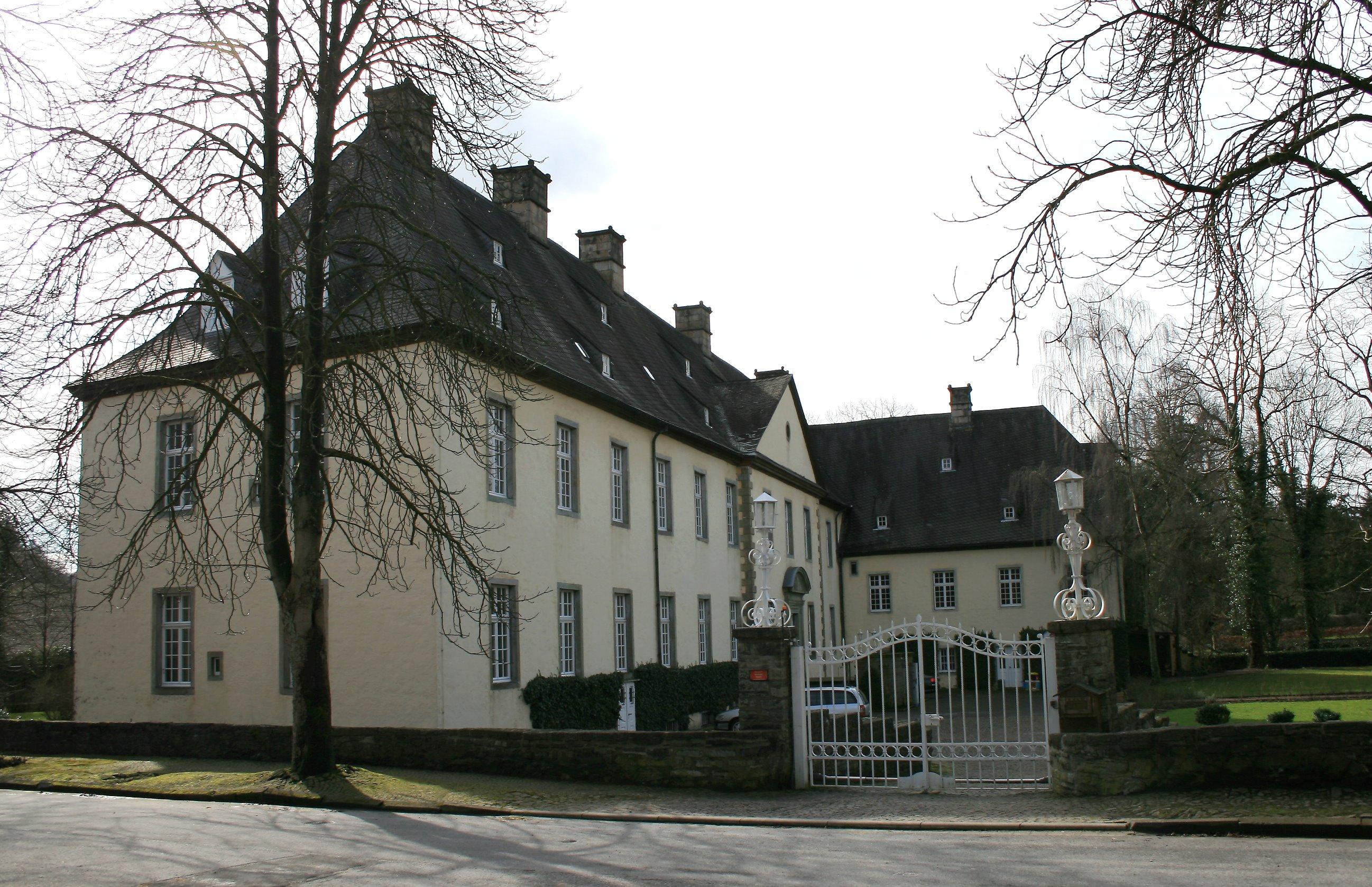
ヴォックルム城

#### ヴォックルム城
ベルント・フォン・デュンゲレンのレーエンに由来するヴォックルム城は、ヴォックルム小集落のオルレバッハタールに建つ水城で、現在でのその乗馬施設で国際的に知られている。元々ザクセンの宮廷として建設され、中世初期には騎士の館として利用された。1659年にボッケンフェルデ家がヴォックルムの地所を獲得した。同じ年に、ダニエル・ディートリヒ・フォン・ランツベルク・ツー・エルヴィッテによって所有権はランツベルク家のものとなった。この年に、ここで騎士試合「バルヴェ・オプティムム」と展覧会「ラントパーティー」が開催された。
ルイーゼンヒュッテ、1913年に建設され保護文化財に指定されているヘーレンコプフのトラフォ塔、バルヴェの洞窟とともに、文化史・産業史に大きな意義のある自然・景観アンサンブルの複合体を形成している。

#### 旧郵便・電報局

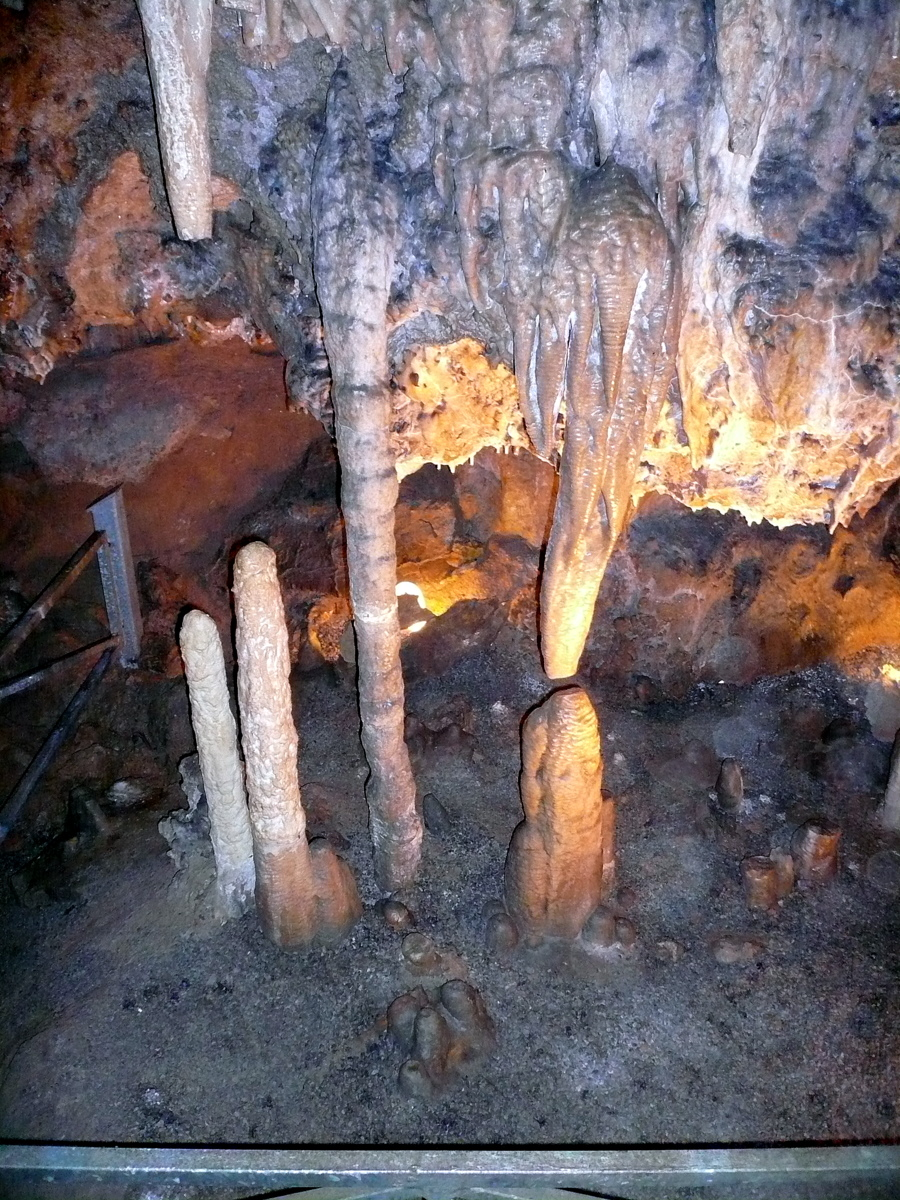
レッケン洞窟の鍾乳石

旧郵便・電報局は、この街の典型的な寄棟屋根を戴く均整のとれた木組み建築であった。この建物は、ハウプト通り上部の建築アンサンブルの中の重要な構成要素となっていた。1984年、オリジナルの建物の主要部分（1789年の大火後ハウプト通りが大きく拡幅された後に建設された建物である）に対する保護措置について、「十分に保護する価値がある」とは格づけられなかった。このため、2011年の取り壊しに際して、文化財保護局の認可を得る必要はなかった。こうして生じた空き地には、内市街取扱いコンセプトにしたがって、小さな公園施設が造られた。

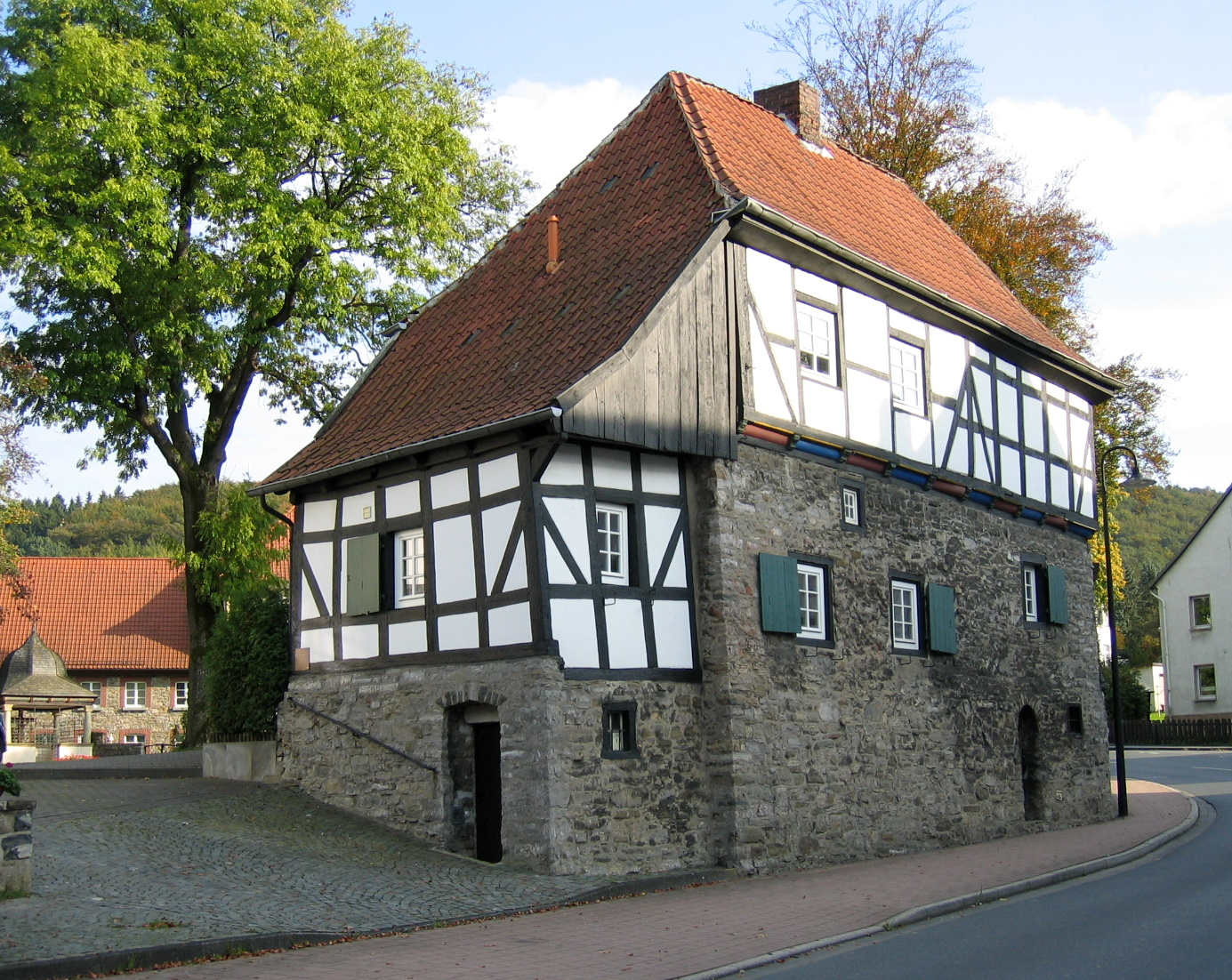
旧助任司祭館
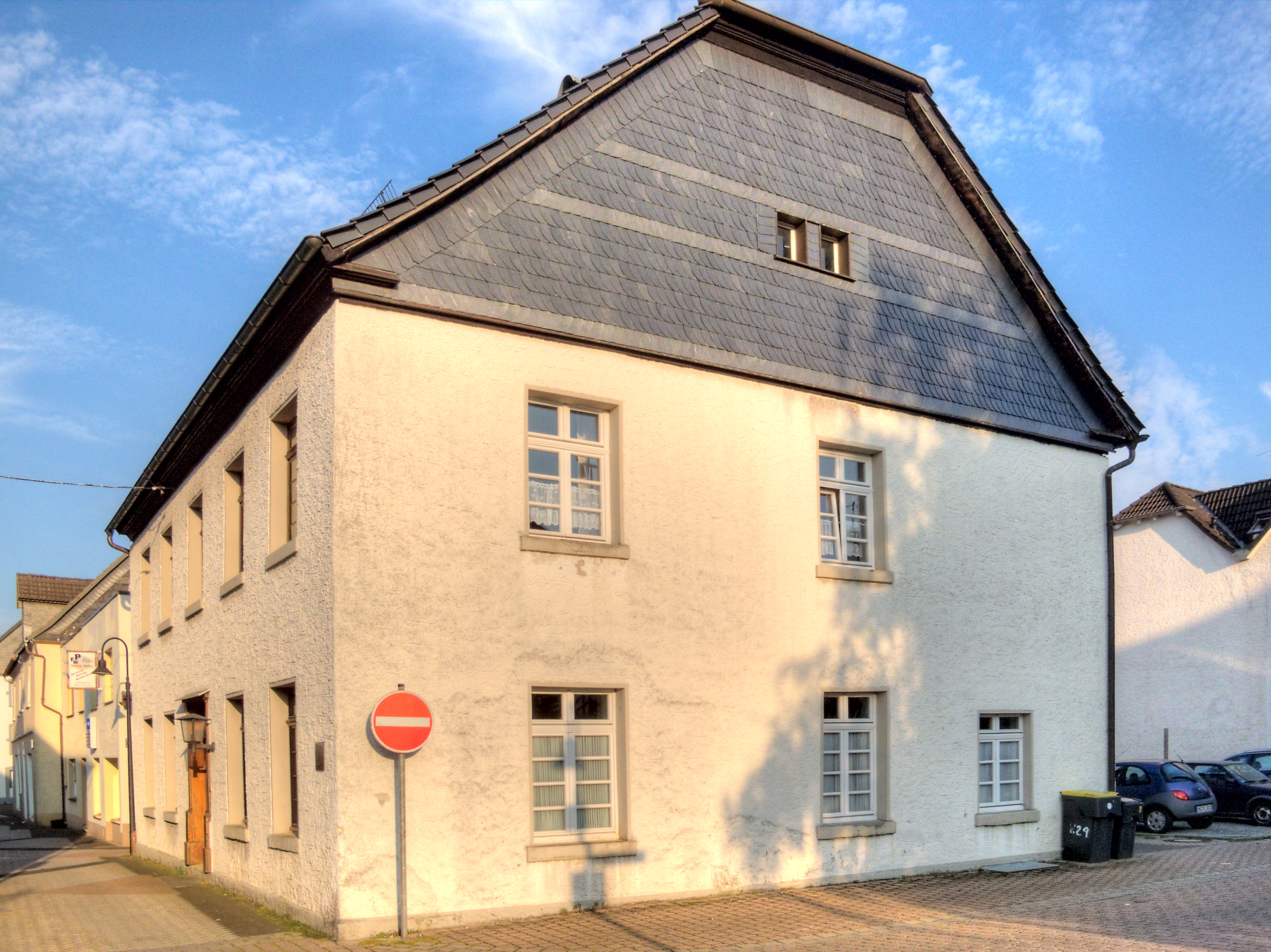
アルテ・ゲリヒツ通り9番地の家
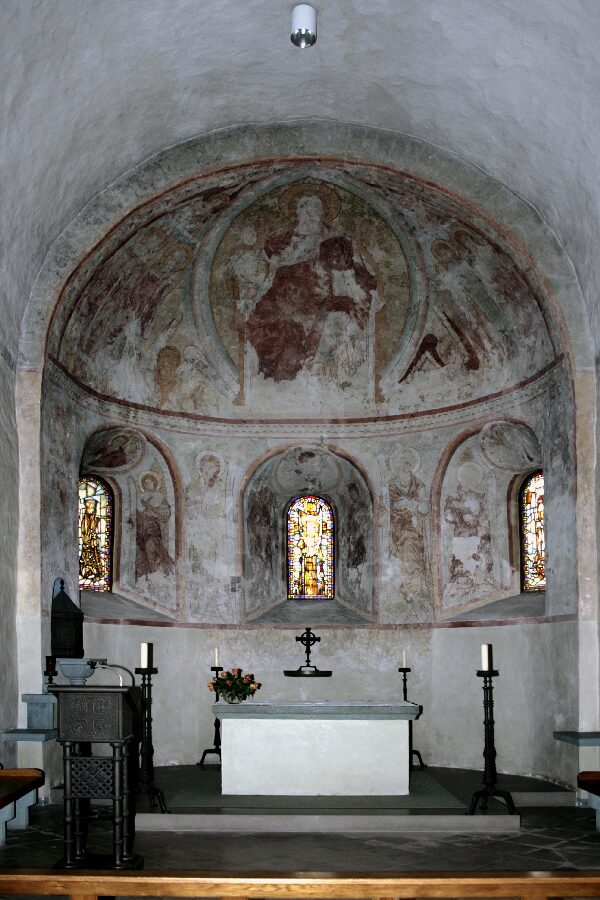
聖ブラジウス教会のアプスの壁画
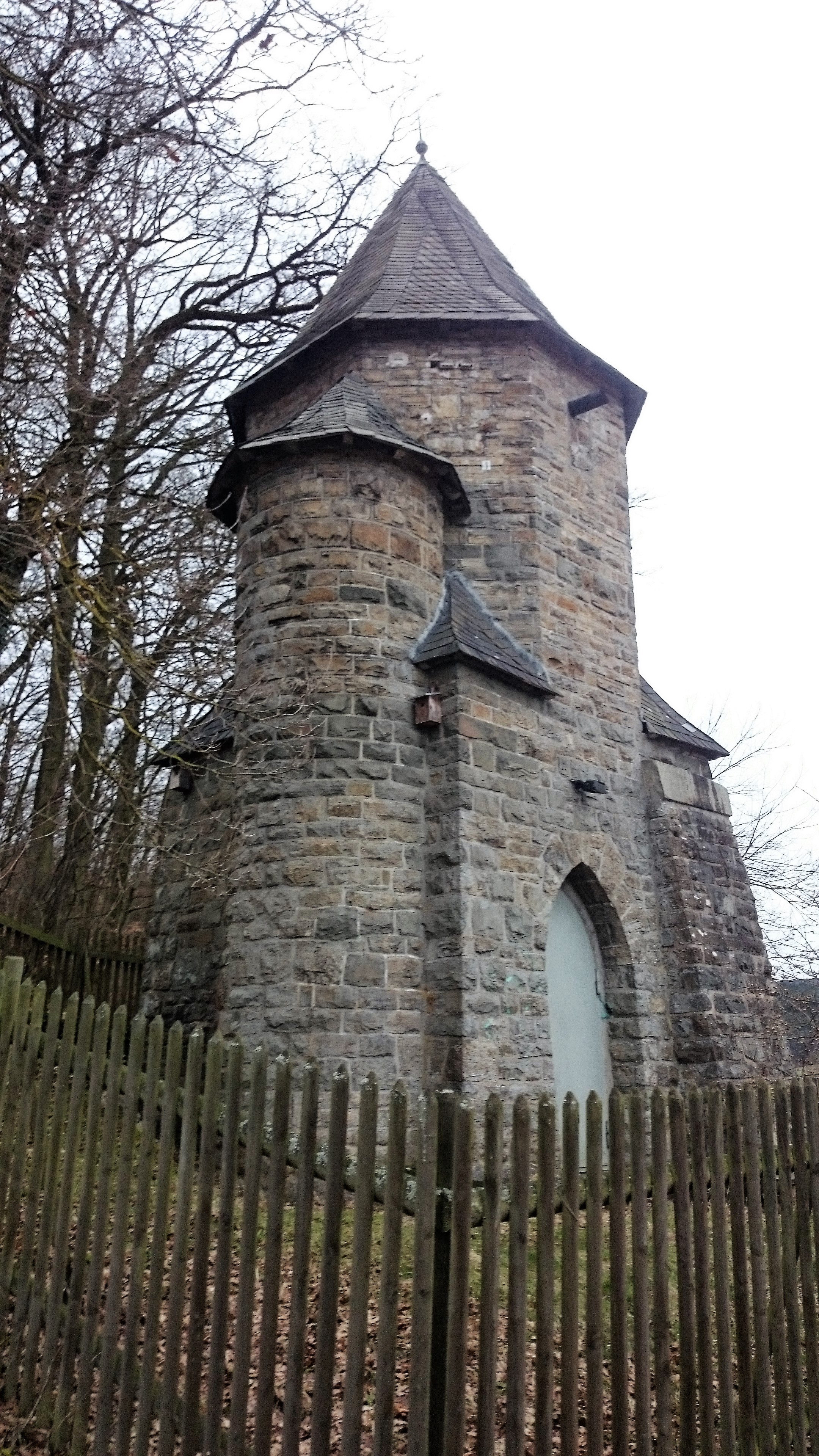
トラフォ塔

### 自然文化財
バルヴェ最大の魅力で、最も有名な自然文化財がバルヴェの洞窟である。ここには2000人を収容できる広場がある。この洞窟は、「文化的洞窟」として考古学上重要であり、160年以上前から洞窟で開催されている射撃祭やその他のイベントでも州を超えて知られている。
ヘネタールには、他にも多くの、一部は立ち入ることのできる洞窟があり、なかでもビノレン小集落の見学可能な鍾乳洞レッケン洞窟が有名である。

### 自然保護・文化財保護
バルヴェ市の重要な自然・文化の文化財は、市民感覚や、取り壊し・新築計画に対する抵抗によって保持されて来たもので、現在は文化財保護、自然保護の対象となっている。ヘネタールの岩の構造、バルヴェの洞窟、洞窟脇の庵、旧助任司祭館（「アルテンターゲスシュテッテ」）、古い歴史的な街道沿いの家屋（アルテス・ゲリヒト、ローゲルバーハウス）、ヴィルメス邸、リーゼ邸、代官所、教会の聖具室がそれである。一方、旧市庁舎、旅館「バーテ」（「ズンプフ」）、旧バルヴェ国民学校、ハウプト通りの入り口にあった特徴的なヘネ川の橋といった、都市景観を形作っていた建造物を解体から救うことはできなかった。
これを承けて、文化財保護と都市景観保持のために多彩な民間および公共主導の運動や貢献が行われた。バルヴェ市、メルキッシャー郡、聖ブラジウス教会組織の活動は模範的なものであった。たとえば、旧司祭館、マウゾレウム、旧女学校、アガータ像、ホフマイスター＝プレッパー＝ブルネンやその他の歴史的遺構の修復などである。これら修復や保存の多くは、多額の個人的な寄付による援助に助けられている。ホフマイスター＝プレッパー＝ブルネンの修復やアガータ像の保存などはその例である。教区教会の塔は、2010年に完全に修復され、荒廃前の姿となった。
単独の樹木（個別の植物）は、バルヴェでは自然保護の対象になっていない。教会広場の樹齢200年のセイヨウボダイジュ（アガータ像の近くにある）は2006年7月2日に強風による事故で倒れてしまった。
バルヴェ市内では以下の地域が自然保護の対象となっている:
- ボレンベルク
- アイスボルンの南に位置するレーエンのブナ林
- バルヴェの東に位置するヴォックルムの城山
- ヘネタール中流域
- ヴォックルムの東に位置するオルレバッハタール

### 年中行事
- 射撃祭（毎年）。バルヴェの射撃祭はクライスシュッツェンブント・アルンスベルク e.V. によって組織されている。
- キリスト降誕劇が演じられるクリスマスマーケット。毎年第2アドヴェントの日曜日。
- シュタットフェスト（市祭）2年に1度
- 国際騎馬試合「バルヴェ・オプティムム」
- バルヴェのメルヘン週間

バルヴェはかつて、4つのマーケットで知られていた: アガータ＝マルクト、ミットゾマー＝マルクト、ミヒャエリ＝マルクト、アンドレアス＝マルクトである。週の市が開催される最寄りの都市は、メンデンおよびズンデルンである。

### 名物料理・食材
バルヴェは、ビール「バルヴァー・リュル」とブレーツェル（クレンゲルとも呼ばれる）で知られていた。この有名なビールは現在は製造されていない。
伝統的な焼き菓子をアピールするため、2年に1度開催される市祭ではオープニングに訪問客にブレーツェルが贈られる。
この他にバルヴェには、品質が良いと評判の乳製品工場があった。この乳製品工場の建物は1900年頃に建設されたもので、ヘネ川の上に張り出していた。1966年にイーザーローン乳製品工場と合併し、60年以上の伝統は幕を閉じた。この建物内には貯蓄銀行が入居している。

### 観光と郷土文化
ルール地方に近いことから、バルヴェ地方では日帰りや週末の観光が多い。メルキッシャー郡やザウアーラント観光誘致活動を積極的に統合するヘネタール鉄道沿線の都市の緊密なネットワークにより、また宿泊施設自身の多大な努力により、近年宿泊者数は大きく増加している。バルヴェはメルキッシャー・ザウアーラントからホーホザウアーラントへの移行部に位置することで恩恵を得ている。バルヴェ地方は観光地として好意的な評価を受けており、メルキッシャー郡の他の市町村に比べて成功しているとみなされている。
自治体においては、市の観光責任者が観光の利益を管轄している。その業務は、宿泊施設の格付け、遊歩道の整備、地域を超えた誘致活動の統合などにより、観光環境を改善することにある。

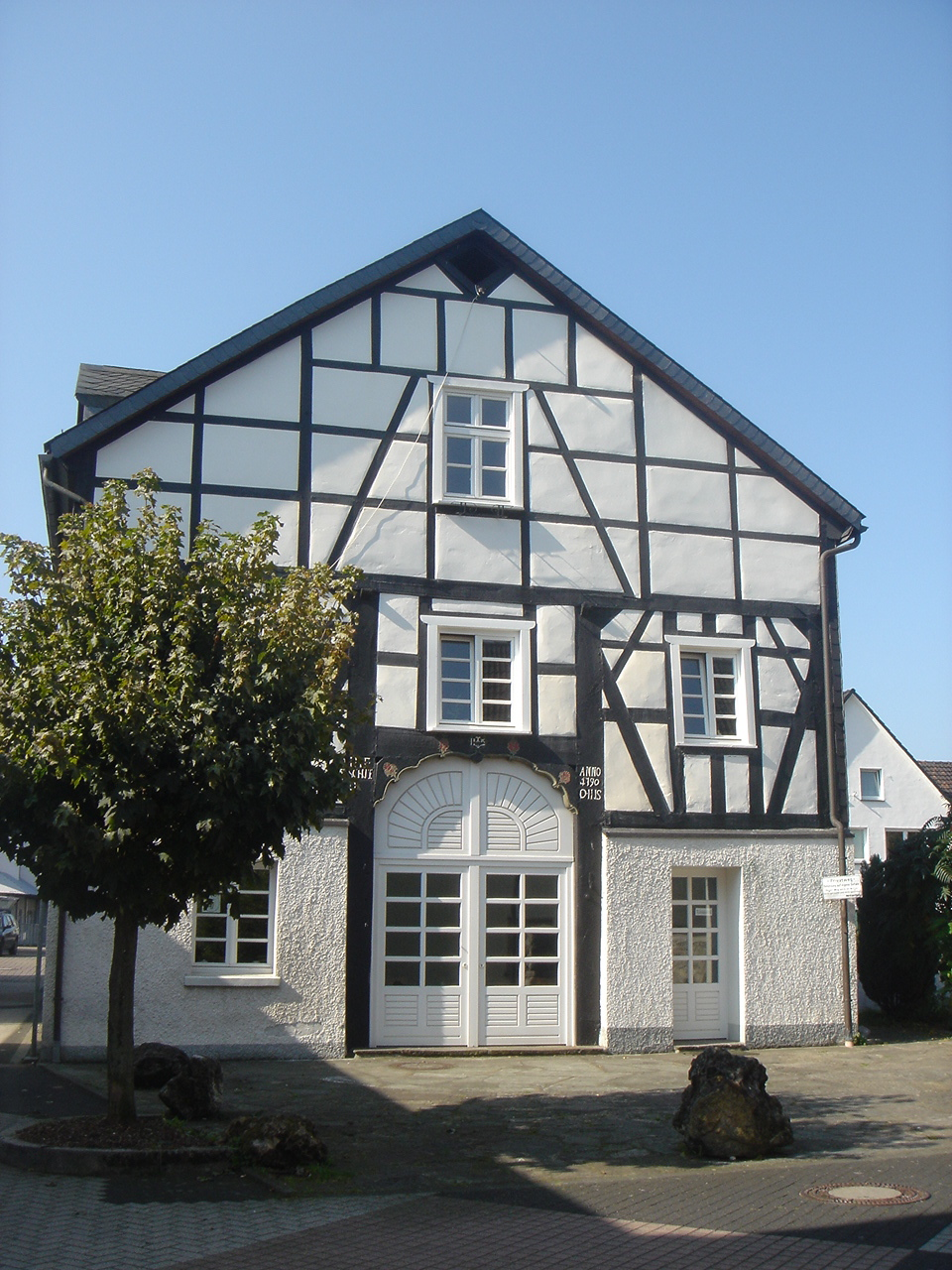
アルテ・ゲリヒツ通り10番地の「ローゲルバーハウス」。かつてバルヴァー・ハイムヴァハトの本部が入居していた。

様々な団体が「郷土文化」の保護に関心を寄せている。中でもバルヴァー・ハイムヴァハト（直訳: バルヴェの郷土監視団）と地元の射撃兄弟団が際立っている。ハイムヴァハトは、ザウアーラントで最も古い郷土協会の1つであり、ザウアーラント共同連盟に加盟している。バルヴェ洞窟演劇祭の創設者は、この演劇祭を全国的および国際的な主張で文化の育成を訴えた（「芸術は国境を知らない、芸術は民族を結びつける」）。
バルヴェ交通協会 e.V. は、バルヴェ地方の観光促進、街の景観保全と美化、休暇価値の向上、ゲストや住民のレクリエーション施設の創造と管理保全という規約にうたわれた目標に注力している。この団体は、1912年のバルヴェ美化協会の伝統に立脚している。

### Sokola.de
Sokola.de は、ランゲンホルトハウゼンの中心に位置している。村の中心に位置することから、このかつての基礎課程学校は村の生活の新たな基盤として恰好の条件を備えている。Sokola.de は、「みんなのための私たちの家」をモットーに、多世代施設としてランゲンホルトハウゼンや周辺地域のクラブや人を継続的に結びつけようとしている。
2013年の村の開発プロジェクト「バルヴェとその村 2030」の始動により、ランゲンホルトハウゼンの住民とクラブは村の中心点にあるこの建物を維持するための再利用コンセプトを決定した。これにより、若者と老人が様々なイベントで交流し、村の中心を活き活きとした生活で満たす村のゲマインシャフツハウスのアイデアが生まれた。このプロジェクトはレギオナーレ 2013 のプロジェクトリストに登録され、特に南ヴェストフェーレン＝エージェントやアルンスベルク行政管区当局の専門的援助を受ける4つの促進プロジェクトの1つとなった。このプロジェクトに100万ユーロの公的資金投入が認められた。この出資契約は20年の期限付きである。Sokola.de には現在250人以上が参加している。

### スポーツ
バルヴェには屋内プール「ムルムケバート」がある。この町で行われているスポーツ種目には、卓球、バドミントン、バレーボール、水泳、乗馬などがある。
馬場馬術や障害飛越競技のハイクラスの競技者が参加する、人気の高い大会「バルヴェ・オプティムム」は、毎年6月にヴォックルム城で開催される。これは、2020年までドイツ選手権の開催地に決まっている、馬術の世界ではとても人気のイベントである。これは第一に、長年ドイツ馬術協会 (FN) の会長を務めたディーター・グラーフ・ランツベルク＝フェーレンの尽力による。
2010年からバルヴェではセグウェイ・ポロが楽しまれている。2011年にバルヴァー・マンムーツはヨーロッパチャンピオンのタイトルを獲得した。2012年には、ドイツチャンピオンと世界チャンピオンのタイトルがこれに加えられた。

## 経済と社会資本

### 工業史

#### 地方貴族の経済活性

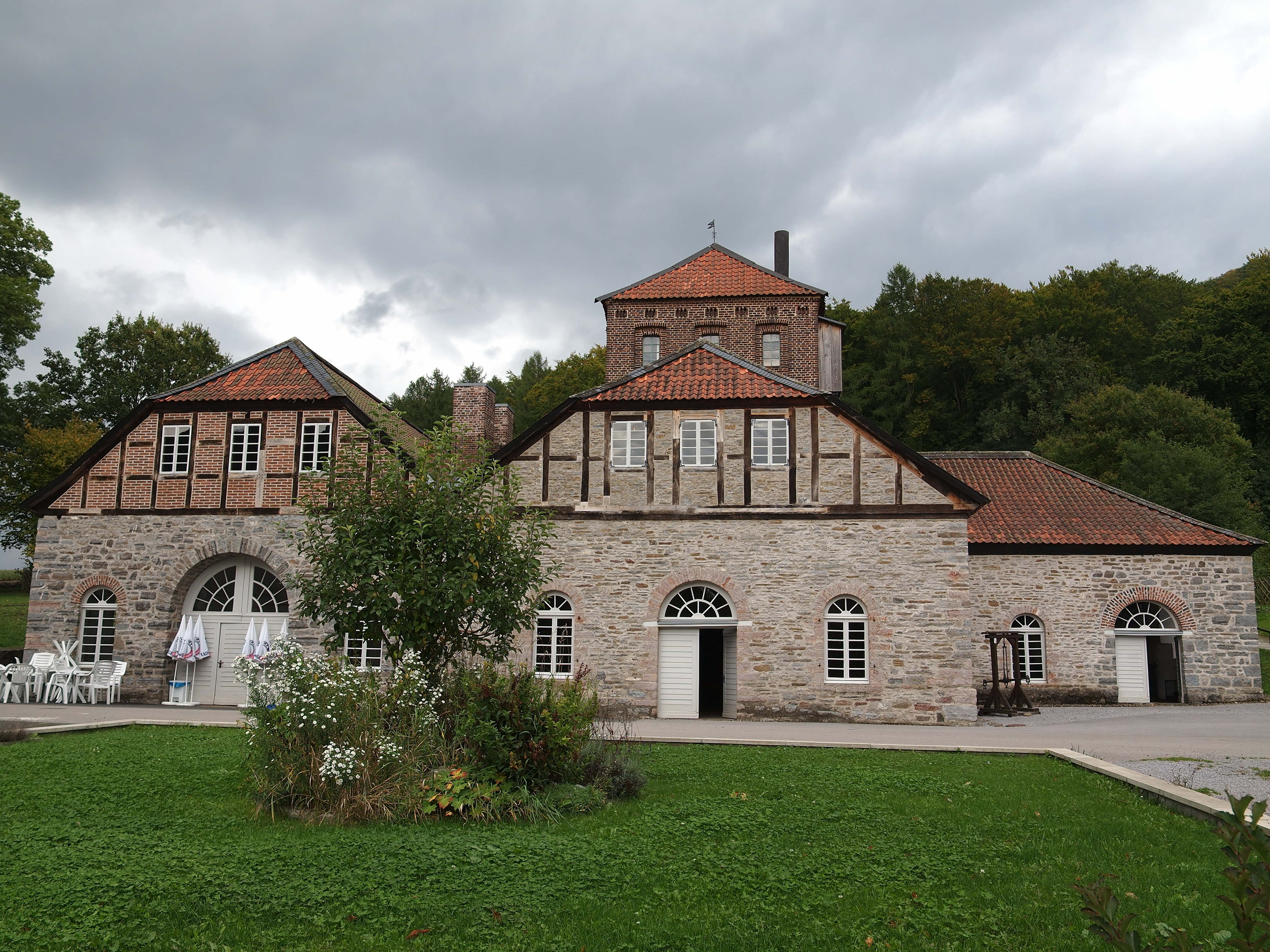
ルイーゼンヒュッテ

ランツベルク男爵妃マリア＝テレージア（旧姓はフォン・レック）の発案で、ヴォックルム集落では1730年から多彩な経済活動が発展した。特に、鉱業と鉄精錬が重要な産業であった。ランツベルク＝フェーレン伯家が所有していた、ドイツで最も古い木炭高炉施設の1つである、ルイーゼンヒュッテ（ルイーゼ製鉄所）は1758年に創業した。しかしこの製鉄所はすぐにジーガーラントからの競合品のために活動を停止せざるを得なかった。ルイーゼ製鉄所は、工業化初期の顕著な証拠であり、産業文化財としてメルキッシャー郡の展示対象になっている。
19世紀には、イグナーツ・フォン・ランツベルク＝ファーレンの下、1822年（ヴォックルム化学工場設立の年）から、化学工業分野の活動が導入された。城の部屋やその他の製造所で「ランツベルク＝フェーレン男爵化学工場ヴォックルム」、いわゆる「デスティラティオーンスロカーレン」が木酢液や、後には硫酸を生産した。時には礼拝堂増築部の1階でも製造が行われた。ヴォックルムは、一時期は塩酸を含む38種類の製品が製造された、ドイツにおける化学工業のパイオニアとなった場所である。化学産業は、「ケミー・ヴォックルム」の名称で、バルヴェの重要な経済ファクターとして存在している。

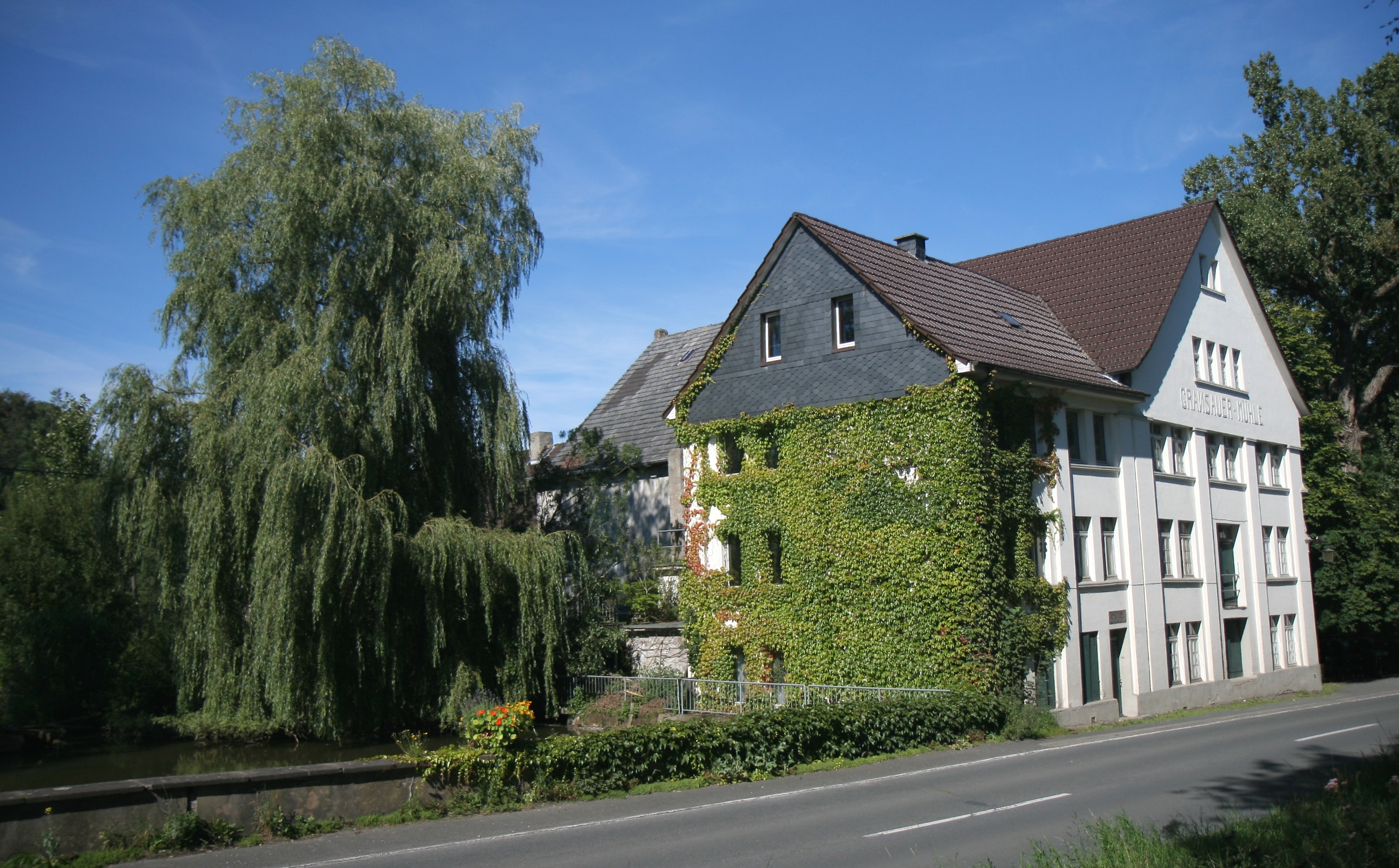
グランザウアー水車

#### 水車
バルヴェの市域内には4基の歴史的な水車が遺されている: グランザウアー水車、ヴォックルマー水車、クルーゼンシュタイナー水車、メルシェーデ水車である。グランザウアー水車は1850年からシュトューケン家が所有している。1420年頃にケルン大司教ディートリヒ2世フォン・モールスの委託による「バンミューレ」（所有者が独占権を有する水車）として建設された。1901年に水力発電所に改築され、直流電流を生産している。これによりバルヴェは、ヴェストファーレン州で最初に電力を獲得した都市となった。不安定な運営の結果、この電力生産は1960年に停止した。発電は1996年から再開された。出力 15 kW の1901年製のタービンは引き続き使用されている。

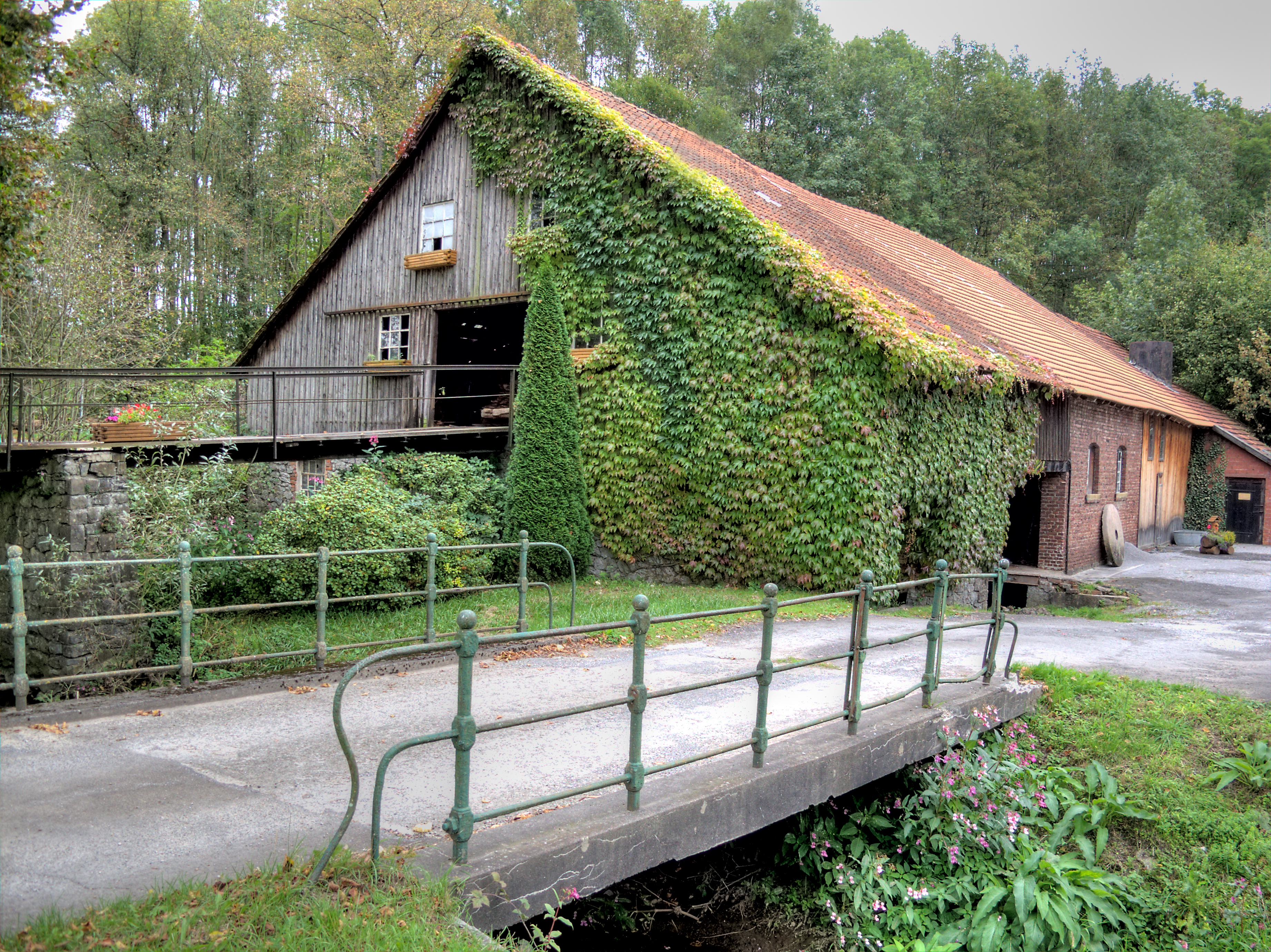
ヴォックルマー水車
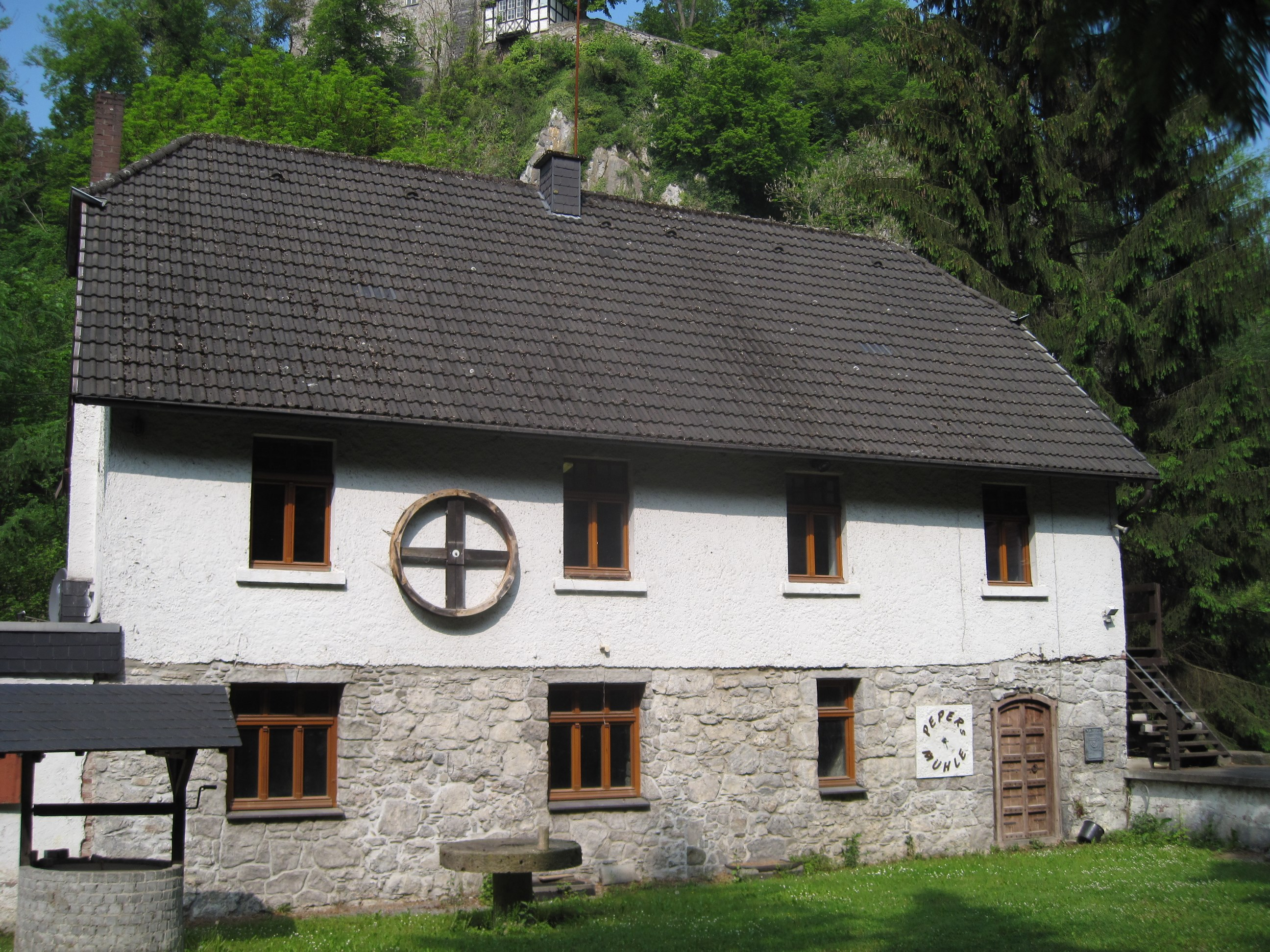
クルーゼンシュタイナー水車

#### ビール醸造
バルヴェでは、ワインを蒸留した強い酒が主流である。1830年頃には、3軒のワイン酒場、13軒の蒸留酒酒場、10軒の宿屋がバルヴェにあった。1865年にバルヴェにブルワリーが造られ、1886年からヘルマン・クリューデヴァーゲンがこれを運営した。1908年にベルンハルト・クリューデヴァーゲンがこの会社を引き継いだ。

#### レンガ製造
レンガの生産は1880年から行われていた。1903年頃「ジグ＝ザグ窯」が建設された。これは1908年に取り壊され、石炭で焼く環状窯が新設された。石炭の輸送は初め馬車で行われていたが、後に新設されたヘネタール線が用いられた。レンガ工場は1973年に石油危機によって閉鎖された。

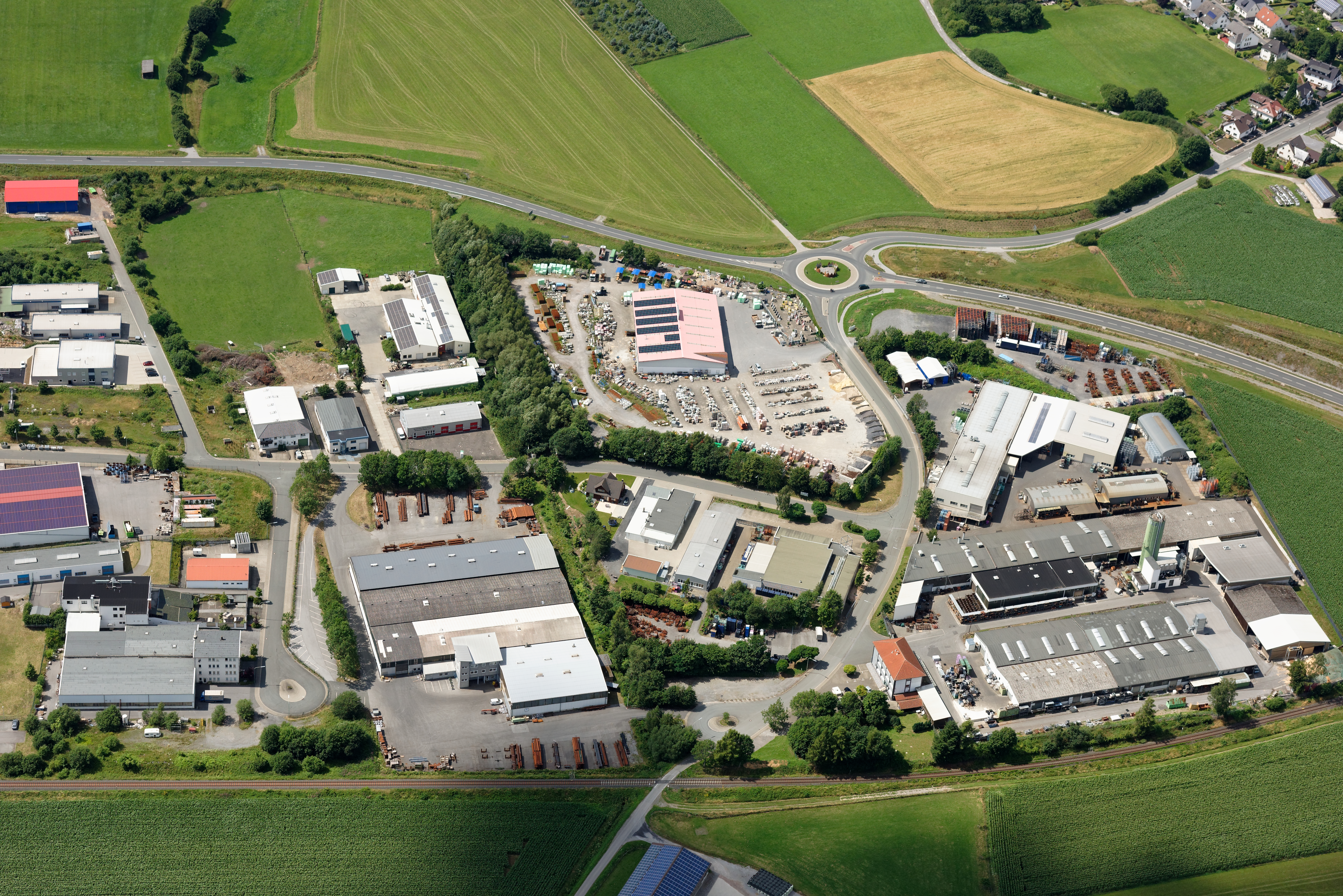
ガルベック地区の「ブラウケスジーペン」産業地区

### 工業、商業、サービス業
指定産業地域は、バルヴェ地区の「グレールバッハ」産業地区とガルベック地区の「ブラウクハウスジーペン（またはブラウケスジーペン）」産業地区および「レートロー」産業地区がある。ここには、機械製造、工具製造、化学工業、商業分野の企業がある。
バルヴェは就業率 95 % で、ドイツで最も強力な工業地域の1つであるジュートヴェストファーレン（南ヴェストファーレン）に位置している。
ブラヴァー・ツィン、ケミー・ヴォックルム、リックマイアー、パウル・ミュラーが、この町で最も大きな企業に数えられる。
地元経済の代表者たちは、貯蓄銀行内にオフィスを構える「シュタットマーケティング・バルヴェ GmbH & Co. KG」を組織している。都市景観における活動の目に見える成果の1つが「バルヴァー・マンムーツ」（バルヴェのマンモス）である。
「バルヴァー・ファッハハンデル」は専門店の連合体として小売店の興味を代表している。この連合体は、クリスマスマーケットなどのイベントを組織している。
バルヴェは、近隣のヘーマー、イーザーローン、メンデンとともに、「北部メルキッシャー郡」（ノルトクライス）経済地域を形成している。これは、地域経済の状況をより良く調整するための地方自治体の連合体である。企業サイドからは、経済イニシアティブ・ノルトクライス協会 e.V. (WIN) がこの地域に設立されている。これは、バルヴェ、ヘーマー、イーザーローン、メンデンの4市の都市連合である。

### 交通
バルヴェは連邦道 B229号線および B515線沿いの交通の便が良い場所にある。キュントロープには小さな飛行場がある。最寄りの空港はドルトムント空港である。
公共の旅客鉄道交通については、バルヴェは1912年4月1日に開通したヘネタール鉄道に接続しており、北はメンデン (ザウアーラント)、フレンデンベルク/ルール、ウナに、南はノイエンラーデにつながっている。バルヴェ周辺の最寄りの駅は、ザンスチ（メンデン方面）とガルベック（ノイエンラーデ方面）である。
バス交通は現在、主にメルキッシェ交通共同体 (MVG) とルール＝ジーク・バス交通 (BRS) およびバルヴェ市民バスによって運営されている。

### メディア
2つの新聞がローカル面を刊行している。「ヴェストファーレンポスト」と「ジューダーレンダー・フォルクスフロイント」である。
フリーペーパーとしては、「シュタットシュピーゲル」、「デア・ボーテ」、「ヘネ＝エクスプレス」がある。これらは大きな編集部担当記事を有しており、現在は「ヘネツァイトゥング」の後継紙と認識されている。
ヘネツァイトゥングは、何十年にもわたって「バルヴェ市およびノイエンラーデ市の広報・機関紙」としてバルヴェ市とその周辺町村での標準的な新聞であった。この新聞は1928年にツィンメルマン印刷から初めて刊行されたもので、タイトル面には「党派によらず、公益のみに従う」というモットーが書かれていた。
ノルトライン＝ヴェストファーレン州向けのローカルラジオ放送は、バルヴェでは放送周波数 94.6 MHz のラジオ MK で聴くことができる。

### 公共施設

#### 役所
市役所は、ヴィドゥキントプラッツ 1番地にある。この街には、市民窓口や、メルキッシャー郡の、たとえば青年局などの支所がある。

#### 健康・保健衛生
- 診療所: バルヴェでは、3つの診療所に5人の一般医がいる。この他に、産婦人科医が1人と眼科医が1人診療所にいる。歯科医は、5つの診療所に7人いる。医薬品の提供は、2つの薬局が担当している。
- 病院: 2012年まで、メルキッシャー郡カトリック病院協会によって病院が運営されていた。2012年1月に経済的理由で病院を閉鎖することが発表された[60]。2012年5月15日に病院業務は公式に終了した。
- 健康キャンパス・ザウアーラント聖マリエン＝バルヴェ: かつてのバルヴェの病院の建物に2013年から聖ダミアン医療サービスセンター (MVZ) と専門医が開業した[61]。

救急医療サービスは郡の救急車が24時間体制で護っている。マルタ救助サービスの市協会は、ボランティアのドライバーと共同で食事サービスを提供している。

### 教育
学校システムは、中等レベルが最上位である。
- 学校: 街の基礎課程学校は、中核市区にあるバルヴェ聖ヨハネス共同基礎課程学校である。この他の基礎課程学校は、ガルベック地区とベックム地区にある。バルヴェには、市立本課程学校と、2007年に州政府の Individuelle Förderun の認定を受けた市立実科学校がある[62]。
- 幼稚園: 就学年齢前の子供に対してバルヴェには、カトリック教会が設立した幼稚園と福音主義教会が設立した幼稚園がある。2歳からの子供のためのプレ幼稚園（託児所）は有料である。バルヴェのランゲンホルトハウゼン地区には、ドイツ赤十字が運営する幼稚園もある。この他、ガルベックにも幼稚園がある。
- 補助学校: 音楽教育について、バルヴェには私立音楽学校がある。近年まで私立のダンススタジオでダンス教育が行われていた。カトリック教会の施設で子供のためのジャズダンス教室が開かれている。最寄りの市立音楽学校は、メンデン、ヴェールドール、イーザーローンにある。
- その他の教育施設: バルヴェには、振興会によって積極的に支援されている市立図書館がある。図書館は、不定期に子供のための演芸会を開催している。

## 人物

### 出身者
- キンバリー・ドレフニオク（1997年 - ）バレーボール選手

## 関連図書
- Elisabeth Allhoff (1924). Die territorialen Beziehungen der Kölner Erzbischöfe zu ihrem kölnisch-westfälischen Hoheitsgebiet bis zur Verleihung des Herzogtums im Jahre 1180. Ein Beitrag zur Geschichte der Landesherrschaft der Erzbischöfe von Köln im Herzogtum Westfalen. Köln
- Rainer Decker (1981/1982). Verein für Geschichte und Altertumskunde Westfalens. ed. “Die Hexenverfolgungen im Herzogtum Westfalen”. Westfälische Zeitschrift 131/132:  339–386.
- Arbeitskreis Rumänienhilfe des Kolpingsfamilie Balve, ed (1995). Geschichten aus der alten Zeit
- Theo Bönemann (2005). “Balve”. In Heinz Heineberg. Der Märkische Kreis. Städte und Gemeinden in Westfalen. 10. Münster: Aschendorff. ISBN 978-3-402-06274-6
- Harald Polenz (2005). Ausgegrabene Geschichte. Auf archäologischer Spurensuche im Hönnetal. Essen: Klartext Verlag. ISBN 978-3-89861-403-0
- Werner Ahrens (2006). Balve und sein romanisches Erbe. Balve: Heimwacht Balve. ISBN 978-3-89053-109-0
- Ute Glasmacher (2006). Wer den Vogel schießt – Das Schützenfest in einer sauerländischen Gemeinde. Berlin: Logos Verlag. ISBN 978-3-8325-1414-3
- Harald Polenz (1980). Zur Geschichte des ehemaligen Amtes und der Stadt Balve. Balve